# 屋久島
屋久島（やくしま）は、鹿児島県の大隅半島佐多岬南南西約60kmの海上に位置する島。熊毛郡屋久島町に属し、近隣の種子島や口永良部島などと共に大隅諸島を形成する。南方に位置するトカラ列島や奄美群島などとともに南西諸島を構成する。
九州最高峰の山、宮之浦岳（標高1936m）がある。自然が豊かで、屋久島国立公園の中核をなし、世界自然遺産の一つに登録されている。

## 概要
面積504.29 km2、周囲130km（東西約28km、南北24km）。円形に近い五角形をしており、淡路島よりやや小さい。鹿児島県の島としては奄美大島に次いで2番目、日本の中では本州など4島を除くと面積第9位である。
豊かで美しい自然が残されており、島の90%が森林である。島の中央部の宮之浦岳（1936m）を含む屋久杉自生林や西部林道付近など、島の面積の約21%にあたる107.47 km2がユネスコの世界遺産に登録されている。この世界遺産への登録は1993年、姫路城、法隆寺、白神山地とともに日本からの第一陣であった。
本島においての発電は、屋久島電工が製錬所の自家発電のために建設した火力発電所と水力発電所からの電気を、安房電気利用組合、種子屋久農協、九州電力送配電、屋久島町の4事業者が分担して供給している。したがって本島では九州電力送配電が電気を供給していない世帯や事業者も存在する。平素、島内の電力は水力発電で賄われており、火力発電は緊急時に限って活用される。

## 地理

### 地形・地質
屋久島はほぼ全域が山地であり、1,000mから1,900m級の山々の連なりは八重岳と呼ばれ洋上アルプスの異名もある。屋久島山地と記述した文献もある。中央部には日本百名山の一つで九州地方最高峰の宮之浦岳 (1,936m) がそびえる。このような中央部の高峰は奥岳と呼ばれ、永田岳を除き海岸部の人里から望むことはできない。宮之浦岳、永田岳および栗生岳は屋久島三岳とされ、山頂に一品宝珠大権現が祀られ古来より嶽参りの対象とされてきたが、『三國名勝図會』の記す栗生嶽は位置的に現在の黒味岳に相当するとする説もある。海岸部から間近に聳える山々は前岳と呼ばれ、本富岳、国割岳および愛子岳などがある。また、鬼界カルデラを生んだ約7300年前の大噴火の際、屋久島は火砕流によって島の大部分が覆われたことがあるとされている。
地質的には西南日本外帯の四万十帯に属し、島外周部は日向層群（旧称・熊毛層群） の第三紀堆積岩からなり、中央山岳部は直径約25kmの巨大な花崗岩が貫入している。屋久島の高山はこの1550万年前にできた花崗岩がその後に隆起して形成された。また激しい雨による侵食の結果として残された花崗岩塊が点在し、永田岳の山頂付近に見られるローソク岩のような岩塔が林立する。一般に花崗岩は広い間隔で節理が発達するため巨大な岩塊が生まれる。さらに島の北西-南東方向および、北東-南西方向に発達した渓谷や尾根筋も節理の方向に沿って侵食が進んだ結果である。
屋久島を流れる河川は放射状に広がり、その数は140にも及ぶ。主な河川は安房川、宮之浦川、永田川、栗生川の4つである。また急峻な山々と日本一を誇る雨量のため深い渓谷が刻まれ、河床は急勾配で滝が発達している。大川の滝、千尋の滝などが良く知られ、宮之浦川には、屋久島最大の竜王滝（3段110m）がある。

### 小島・岩礁
国土地理院地図（抄）。陸繋した浜辺や海礁上の小岩、無名の岩を除く。
- 山ノ瀬 - （屋久島町）小島沖。

### 気候
海からの湿った風がこれらの山にぶつかり、「屋久島は月のうち、三十五日は雨」 と表現されるほど大量の降雨をもたらすため、年間降水量は平地で4,000-5,000mm程度、山地では8,000mm～12,000mmにも達する。気象庁の屋久島特別地域気象観測所の平年値4,651.7mm（1991-2020年）は、気象庁の観測地点として全国1位（2位は宮崎県えびの高原アメダスの4,625.0mm）となっている。
とりわけ山間部の観測点では、淀川登山口で1999年に11,720mm、ヤクスギランドで2012年に11,130mm（平年値10,048mm）を記録するなど、毎年10,000mm前後の降水量が観測されている。これは、世界最多とされるチェラプンジの平年値10,449.3mm（1971-2000年）にも迫る、世界屈指の多雨地帯といえる。
また山頂付近の年間平均気温は約6-7℃（北海道札幌市よりも低い）であるために積雪が観測されている。60cm以上の積雪を観測することがあるほか、3月の彼岸以降でも大雪や路面凍結、また4月以降でも頂上付近ではまだ冠雪が見られる。こうした条件により、豊富な流水や湧水に恵まれ、1985年、宮之浦岳流水は名水百選に選ばれている。また、日本の地質百選にも2007年に選定された。
| 屋久島特別地域気象観測所（屋久島町小瀬田、標高37m）の気候 | 屋久島特別地域気象観測所（屋久島町小瀬田、標高37m）の気候 | 屋久島特別地域気象観測所（屋久島町小瀬田、標高37m）の気候 | 屋久島特別地域気象観測所（屋久島町小瀬田、標高37m）の気候 | 屋久島特別地域気象観測所（屋久島町小瀬田、標高37m）の気候 | 屋久島特別地域気象観測所（屋久島町小瀬田、標高37m）の気候 | 屋久島特別地域気象観測所（屋久島町小瀬田、標高37m）の気候 | 屋久島特別地域気象観測所（屋久島町小瀬田、標高37m）の気候 | 屋久島特別地域気象観測所（屋久島町小瀬田、標高37m）の気候 | 屋久島特別地域気象観測所（屋久島町小瀬田、標高37m）の気候 | 屋久島特別地域気象観測所（屋久島町小瀬田、標高37m）の気候 | 屋久島特別地域気象観測所（屋久島町小瀬田、標高37m）の気候 | 屋久島特別地域気象観測所（屋久島町小瀬田、標高37m）の気候 | 屋久島特別地域気象観測所（屋久島町小瀬田、標高37m）の気候 |
| 月                                                        | 1月                                                       | 2月                                                       | 3月                                                       | 4月                                                       | 5月                                                       | 6月                                                       | 7月                                                       | 8月                                                       | 9月                                                       | 10月                                                      | 11月                                                      | 12月                                                      | 年                                                        |
| --------------------------------------------------------- | --------------------------------------------------------- | --------------------------------------------------------- | --------------------------------------------------------- | --------------------------------------------------------- | --------------------------------------------------------- | --------------------------------------------------------- | --------------------------------------------------------- | --------------------------------------------------------- | --------------------------------------------------------- | --------------------------------------------------------- | --------------------------------------------------------- | --------------------------------------------------------- | --------------------------------------------------------- |
| 最高気温記録 °C （°F）                                    | 25.3 (77.5)                                               | 26.1 (79)                                                 | 29.6 (85.3)                                               | 29.8 (85.6)                                               | 31.9 (89.4)                                               | 34.8 (94.6)                                               | 35.2 (95.4)                                               | 35.4 (95.7)                                               | 34.7 (94.5)                                               | 31.3 (88.3)                                               | 32.2 (90)                                                 | 26.6 (79.9)                                               | 35.4 (95.7)                                               |
| 平均最高気温 °C （°F）                                    | 14.7 (58.5)                                               | 15.5 (59.9)                                               | 18.0 (64.4)                                               | 21.4 (70.5)                                               | 24.5 (76.1)                                               | 26.9 (80.4)                                               | 30.5 (86.9)                                               | 30.9 (87.6)                                               | 28.9 (84)                                                 | 25.2 (77.4)                                               | 21.2 (70.2)                                               | 16.8 (62.2)                                               | 22.9 (73.2)                                               |
| 日平均気温 °C （°F）                                      | 11.8 (53.2)                                               | 12.3 (54.1)                                               | 14.6 (58.3)                                               | 17.8 (64)                                                 | 21.0 (69.8)                                               | 23.7 (74.7)                                               | 27.0 (80.6)                                               | 27.5 (81.5)                                               | 25.7 (78.3)                                               | 22.2 (72)                                                 | 18.2 (64.8)                                               | 13.9 (57)                                                 | 19.6 (67.3)                                               |
| 平均最低気温 °C （°F）                                    | 8.9 (48)                                                  | 9.2 (48.6)                                                | 11.3 (52.3)                                               | 14.2 (57.6)                                               | 17.5 (63.5)                                               | 21.0 (69.8)                                               | 23.9 (75)                                                 | 24.6 (76.3)                                               | 22.8 (73)                                                 | 19.4 (66.9)                                               | 15.2 (59.4)                                               | 11.0 (51.8)                                               | 16.6 (61.9)                                               |
| 最低気温記録 °C （°F）                                    | 1.0 (33.8)                                                | 0.7 (33.3)                                                | 1.5 (34.7)                                                | 4.5 (40.1)                                                | 10.1 (50.2)                                               | 13.7 (56.7)                                               | 18.3 (64.9)                                               | 19.6 (67.3)                                               | 15.2 (59.4)                                               | 9.1 (48.4)                                                | 5.6 (42.1)                                                | 2.2 (36)                                                  | 0.7 (33.3)                                                |
| 降水量 mm （inch）                                        | 294.6 (11.598)                                            | 289.2 (11.386)                                            | 387.0 (15.236)                                            | 405.5 (15.965)                                            | 444.1 (17.484)                                            | 860.3 (33.87)                                             | 362.4 (14.268)                                            | 256.5 (10.098)                                            | 450.7 (17.744)                                            | 309.9 (12.201)                                            | 309.6 (12.189)                                            | 281.8 (11.094)                                            | 4,651.7 (183.138)                                         |
| 平均降水日数 （≥0.5 mm）                                  | 17.2                                                      | 15.2                                                      | 16.2                                                      | 13.5                                                      | 13.7                                                      | 19.6                                                      | 12.5                                                      | 14.6                                                      | 15.5                                                      | 12.8                                                      | 12.8                                                      | 15.8                                                      | 179.3                                                     |
| % 湿度                                                    | 68                                                        | 68                                                        | 69                                                        | 71                                                        | 76                                                        | 85                                                        | 83                                                        | 82                                                        | 81                                                        | 74                                                        | 71                                                        | 69                                                        | 75                                                        |
| 平均月間日照時間                                          | 74.9                                                      | 83.2                                                      | 117.9                                                     | 146.2                                                     | 152.7                                                     | 100.0                                                     | 209.9                                                     | 201.3                                                     | 139.8                                                     | 115.9                                                     | 97.3                                                      | 78.8                                                      | 1,515.8                                                   |
| 出典：気象庁 (平均値：1991年-2020年、極値：1937年-現在)   |                                                           |                                                           |                                                           |                                                           |                                                           |                                                           |                                                           |                                                           |                                                           |                                                           |                                                           |                                                           |                                                           |

| 尾之間（1991年 - 2020年）の気候    | 尾之間（1991年 - 2020年）の気候 | 尾之間（1991年 - 2020年）の気候 | 尾之間（1991年 - 2020年）の気候 | 尾之間（1991年 - 2020年）の気候 | 尾之間（1991年 - 2020年）の気候 | 尾之間（1991年 - 2020年）の気候 | 尾之間（1991年 - 2020年）の気候 | 尾之間（1991年 - 2020年）の気候 | 尾之間（1991年 - 2020年）の気候 | 尾之間（1991年 - 2020年）の気候 | 尾之間（1991年 - 2020年）の気候 | 尾之間（1991年 - 2020年）の気候 | 尾之間（1991年 - 2020年）の気候 |
| 月                                 | 1月                             | 2月                             | 3月                             | 4月                             | 5月                             | 6月                             | 7月                             | 8月                             | 9月                             | 10月                            | 11月                            | 12月                            | 年                              |
| ---------------------------------- | ------------------------------- | ------------------------------- | ------------------------------- | ------------------------------- | ------------------------------- | ------------------------------- | ------------------------------- | ------------------------------- | ------------------------------- | ------------------------------- | ------------------------------- | ------------------------------- | ------------------------------- |
| 最高気温記録 °C （°F）             | 24.5 (76.1)                     | 24.8 (76.6)                     | 28.8 (83.8)                     | 27.8 (82)                       | 30.5 (86.9)                     | 33.2 (91.8)                     | 34.7 (94.5)                     | 35.7 (96.3)                     | 33.6 (92.5)                     | 31.5 (88.7)                     | 28.9 (84)                       | 25.9 (78.6)                     | 35.7 (96.3)                     |
| 平均最高気温 °C （°F）             | 16.0 (60.8)                     | 16.6 (61.9)                     | 18.8 (65.8)                     | 21.9 (71.4)                     | 24.8 (76.6)                     | 27.0 (80.6)                     | 30.5 (86.9)                     | 31.0 (87.8)                     | 29.3 (84.7)                     | 26.1 (79)                       | 22.2 (72)                       | 18.1 (64.6)                     | 23.6 (74.5)                     |
| 日平均気温 °C （°F）               | 12.7 (54.9)                     | 13.3 (55.9)                     | 15.4 (59.7)                     | 18.5 (65.3)                     | 21.6 (70.9)                     | 24.2 (75.6)                     | 27.5 (81.5)                     | 27.9 (82.2)                     | 26.3 (79.3)                     | 23.0 (73.4)                     | 19.1 (66.4)                     | 14.8 (58.6)                     | 20.4 (68.7)                     |
| 平均最低気温 °C （°F）             | 9.7 (49.5)                      | 10.2 (50.4)                     | 12.3 (54.1)                     | 15.4 (59.7)                     | 18.8 (65.8)                     | 21.9 (71.4)                     | 25.2 (77.4)                     | 25.4 (77.7)                     | 23.8 (74.8)                     | 20.4 (68.7)                     | 16.4 (61.5)                     | 11.9 (53.4)                     | 17.6 (63.7)                     |
| 最低気温記録 °C （°F）             | 0.6 (33.1)                      | 2.0 (35.6)                      | 2.3 (36.1)                      | 7.3 (45.1)                      | 12.1 (53.8)                     | 14.0 (57.2)                     | 18.4 (65.1)                     | 21.4 (70.5)                     | 17.0 (62.6)                     | 12.0 (53.6)                     | 7.4 (45.3)                      | 2.7 (36.9)                      | 0.6 (33.1)                      |
| 降水量 mm （inch）                 | 140.6 (5.535)                   | 172.0 (6.772)                   | 265.9 (10.469)                  | 328.3 (12.925)                  | 393.0 (15.472)                  | 705.1 (27.76)                   | 340.5 (13.406)                  | 242.2 (9.535)                   | 287.2 (11.307)                  | 215.5 (8.484)                   | 177.2 (6.976)                   | 120.1 (4.728)                   | 3,399.2 (133.827)               |
| 平均降水日数 （≥1.0 mm）           | 10.6                            | 11.4                            | 13.5                            | 13.3                            | 13.4                            | 19.2                            | 13.0                            | 14.8                            | 13.8                            | 10.3                            | 9.9                             | 9.2                             | 152.5                           |
| 平均月間日照時間                   | 136.9                           | 127.2                           | 148.4                           | 153.0                           | 154.1                           | 86.9                            | 187.1                           | 205.4                           | 161.0                           | 170.2                           | 143.5                           | 139.1                           | 1,817.2                         |
| 出典1：Japan Meteorological Agency |                                 |                                 |                                 |                                 |                                 |                                 |                                 |                                 |                                 |                                 |                                 |                                 |                                 |
| 出典2：気象庁                      |                                 |                                 |                                 |                                 |                                 |                                 |                                 |                                 |                                 |                                 |                                 |                                 |                                 |

| 平均気温の推移℃                                                |                                                                |
| -------------------------------------------------------------- | -------------------------------------------------------------- |
| 現在、技術上の問題で一時的にグラフが表示されなくなっています。 |                                                                |
|                                                                | 現在、技術上の問題で一時的にグラフが表示されなくなっています。 |

|  | 現在、技術上の問題で一時的にグラフが表示されなくなっています。 |

|  | 現在、技術上の問題で一時的にグラフが表示されなくなっています。 |

|  | 現在、技術上の問題で一時的にグラフが表示されなくなっています。 |

|  | 現在、技術上の問題で一時的にグラフが表示されなくなっています。 |

|  | 現在、技術上の問題で一時的にグラフが表示されなくなっています。 |

|  | 現在、技術上の問題で一時的にグラフが表示されなくなっています。 |

|  | 現在、技術上の問題で一時的にグラフが表示されなくなっています。 |

|  | 現在、技術上の問題で一時的にグラフが表示されなくなっています。 |

|  | 現在、技術上の問題で一時的にグラフが表示されなくなっています。 |

|  | 現在、技術上の問題で一時的にグラフが表示されなくなっています。 |

|  | 現在、技術上の問題で一時的にグラフが表示されなくなっています。 |

|  | 現在、技術上の問題で一時的にグラフが表示されなくなっています。 |

|  | 現在、技術上の問題で一時的にグラフが表示されなくなっています。 |

|  | 現在、技術上の問題で一時的にグラフが表示されなくなっています。 |

|  | 現在、技術上の問題で一時的にグラフが表示されなくなっています。 |

|  | 現在、技術上の問題で一時的にグラフが表示されなくなっています。 |

|  | 現在、技術上の問題で一時的にグラフが表示されなくなっています。 |

## 生物的環境

### 植物相
温帯最南部のほぼ亜熱帯に属する地域にありながら、2,000m近い山々があるため亜熱帯から亜寒帯に及ぶ多様な植物相が確認されている。
海岸付近の低地はアコウ、ガジュマルなど亜熱帯性の植物相である。このガジュマル林は日本最北端のものとされる。
やや内陸の標高約500mまではシイ、ウラジロガシなど暖帯林、約500mないし600mから1,000mないし1,200mはウラジロガシ、スギおよびイスノキなどの混合林で移行帯となりスギの人工林もあり、約1,000mから1,600mは屋久杉、ヤマグルマおよびモミなどの温帯林となる。約1,600m以上はササに覆われ、ヤクシマシャクナゲなどが点在し、高山的様相を呈する。本州や四国などで落葉広葉樹林帯に相当するブナ林はなく代わりに屋久杉が分布し、同程度の標高である石鎚山脈、剣山地および大峰山脈とは異なり、南海上の島である屋久島はシラビソなどの亜高山帯針葉樹林を欠く。
島の中心部には、日本最南端の高層湿原である花之江河（はなのえごう）、小花之江河（こはなのえごう）が存在する。
ヤクシマの名を冠した植物は極めて数が多く、以下のようなものがある。
コケ植物ヤクシマホウオウゴケ、ヤクシマスギバゴケ、ヤクシマムチゴケ、ヤクシマアミバゴケ、ヤクシマミゾゴケ、ヤクシマオヤコゴケ、ヤクシマゴケ、ヤクシマミズゴケモドキ、ヤクシマクサリゴケ、ヤクシマテングサゴケ、ヤクシマアミゴケ、ヤクシマキンモウゴケ、ヤクシマツガゴケ、ヤクシマタチゴケ、ヤクシマナワゴケ、ヤクシマヒラツボゴケ
シダ植物ヤクシマキジノオ、ヤクシマホングウシダ、ヤクシマハチジョウシダ、ヤクシマシダ、ヤクシマホウビシダ、ヤクシマカナワラビ、ヤクシマミゾシダ、ヤクシマショリマ、ヤクシマタニイヌワラビ、ヤクシマタカノハウラボシ、ヤクシマウラボシ
双子葉植物ヤクシマアオイ、ヤクシマカラマツ、ヤクシマハコベ、ヤクシマツバキ、ヤクシマコオトギリ、ヤクシマスミレ、ヤクシマミヤマスミレ、ヤクシマヨウラクツツジ、ヤクシマアセビ、ヤクシマシャクナゲ、オオヤクシマシャクナゲ、ヤクシマホツツジ、ヤクシマタチバナ、ヤクシマアジサイ、ヤクシマガクウツギ、ヤクシマショウマ、コヤクシマショウマ、ヤクシマウメバチソウ、ヤクシマダイモンジソウ、ヤクシマバライチゴ、ヤクシマグミ、ヤクシマカワゴロモ、ヤクシマサルスベリ、ヤクシマツチトリモチ、ヤクシマカラスザンショウ、ヤクシマオナガカエデ、ヤクシマキイチゴ、ヤクシマフウロ、ヤクシマノダケ、ヤクシマセントウソウ、ヤクシマコケリンドウ、ヤクシマリンドウ、ヤクシマヘツカリンドウ、ヤクシマトウバナ、ヤクシマシソバタツナミ、ヤクシマオオバコ、ヤクシマムグラ、ヤクシマヤマムグラ、ヤクシマハシカグサ、ヤクシマウスユキソウ、ヤクシマノギク、ヤクシマアザミ、ヤクシマヒヨドリ、ヤクシマニガナ、ヤクシマコウモリ、ヤクシマヒゴタイ
単子葉植物ヤクシマヒロハテンナンショウ、ヤクシマカンスゲ、ヤクシマハマスゲ、ヤクシマイトスゲ、ヤクシマノガリヤス、ヤクシマダケ、ヤクシマノギラン、ヤクシマイトラッキョウ、ヤクシマシライトソウ、ヤクシマチャボゼキショウ、ヤクシマラン、ヤクシマシュスラン、ヤクシマアカシュスラン、ヤクシマチドリ、ヤクシマトンボ、ヤクシマネジバナ、ヤクシマネッタイラン、ヤクシマヒメアリドオシラン
また、屋久島の植物にはなぜか他より小さいものが多い。たとえばイッスンキンカはかつてはアキノキリンソウの変種とされたものだが、せいぜい7cmにしかならない（アキノキリンソウは30cm以上になる）。このようなものは山野草や盆栽としての鑑賞価値が高いため、これらを屋久島ものと呼んで珍重する動きがある。また、これに便乗する形で、他地域産のものでも小柄な姿のものに対して「屋久島○○」と名付けて販売される場合があるという。

### 動物相

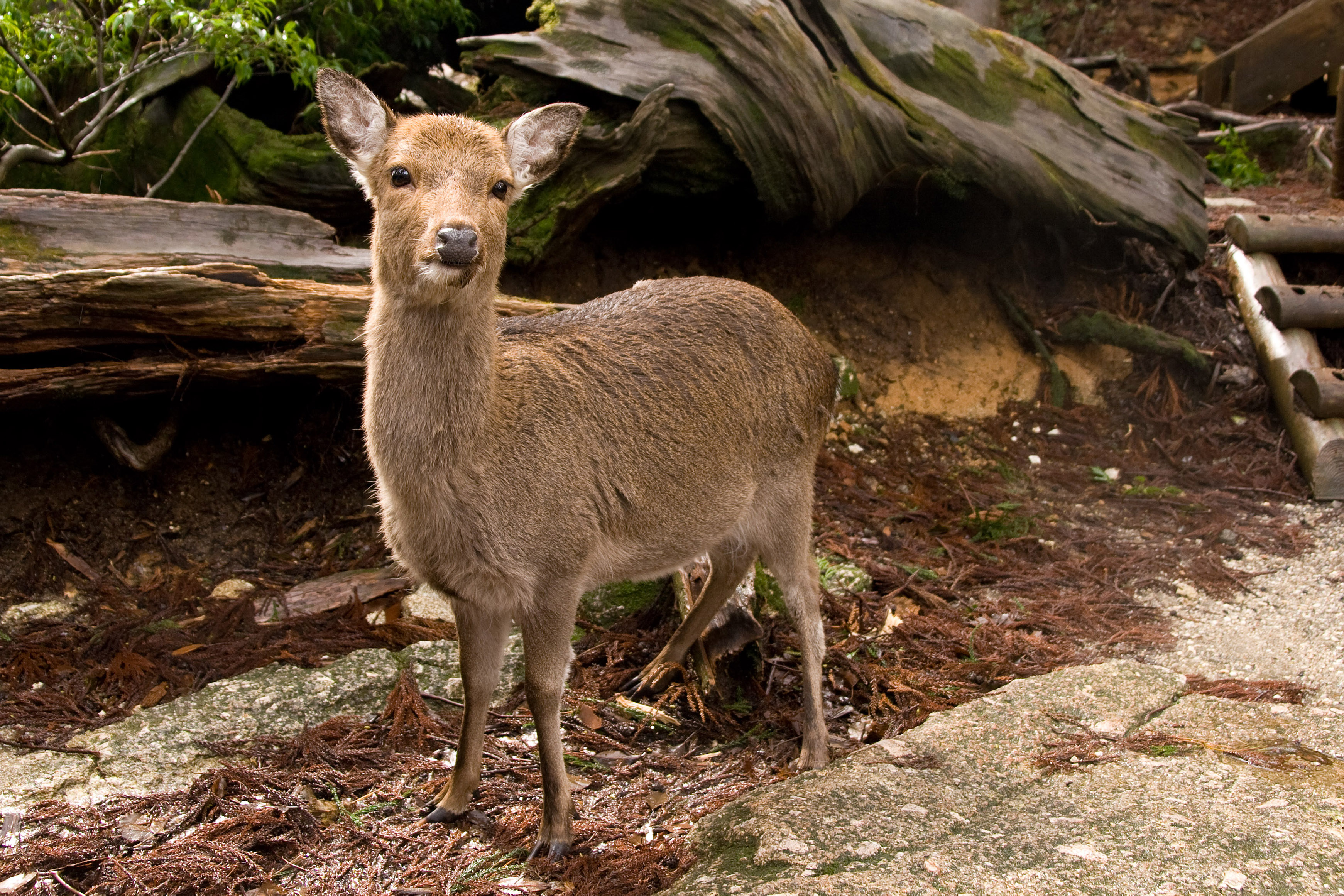
ヤクシカ

野生哺乳類としては、ヤクザルやヤクシカ、コウベモグラ、ジネズミ、ヒメネズミ、コイタチ、コウモリ数種しか生息していない。1990年代から外来種のタヌキが観察されるようになり、定着したものと思われる。沖合は古来、様々な鯨類の回遊路にあたり、大幅に種類が減ってしまった現在でもマッコウクジラやイルカ類等が近海で見られ、2010年代からはザトウクジラの確認も増えており、将来的なホエールウォッチングの可能性の調査を兼ねた陸上からの観察会も行われている。薩摩藩政時代にはジュゴンが、昭和初期にはカワウソが生息していたことが報告されているが、標本等は残されていない。
ヤクシカは杉の芽や希少植物を食害する面もあるため、捕獲して食肉として加工する屋久島ジビエ加工センターが2017年度に整備された。
爬虫類ではニホントカゲやマムシなどが知られ、日本本土とほぼ共通である。
島北部の永田浜は世界有数のアカウミガメの産卵地であり、ラムサール条約登録湿地となっている（後述）。

### 動物相の特徴
上記のように主な動物は日本本土と共通、あるいは関係が深いものである。それに対してこの島以南の南西諸島に見られるアマミノクロウサギやハブなど、南西諸島に独特のものは見られない。そのため、この島の南側に分布境界線として渡瀬線（渡瀬ライン）を認める。

### 屋久杉

ウィルソン株付近の杉林

スギ（杉、Cryptomeria japonica）の屋久島に産し、樹齢が1000年を超えるものをヤクスギと呼んでいる。屋久島の強風、多雨、地質、シカの生息などの自然環境に対応して抗菌性を持つ樹脂を多量に分泌し、極めて長寿になる、幼樹の葉が鋭いなど、特徴的な形質を有する。
ヤクスギ、モミ、ツガを主体とする温帯針葉樹林は屋久島の標高600m以上に分布する。600 - 1,200 ｍは低地を占める照葉樹林との移行帯であり、両方の要素が混交する。
抗菌性が強く耐久性があることが重視され、中世以降、建築材や造船材として開発された。豊臣秀吉による京都の方広寺大仏殿建立の際、石田三成が島津義久に屋久島の木材資源調査を指示しており、実際に木材が薩南海域から大坂へ運ばれた形跡がある。
17世紀に薩摩藩によるヤクスギの伐採が本格化し、明治になるまでにヤクスギの良木のほとんどが伐採された。樹齢1000年程度の巨木は年輪が歪み、山地での製材が不可能であったため放置され、現在も生きているものが多い。伐採跡地にはスギの稚樹が成長し、以来300～400年を経て美しい二次林を形成している。三次林となっている林分も広い。現在は1000年程度の巨木や変形木をヤクスギ（屋久杉）とよび、二次林・三次林をつくる若いスギをコスギ（小杉）と呼ぶ。
明治以降、屋久島の山林の大半は国有林に編入され、大正から昭和にかけて二次林・三次林の伐採が進んだ。1000年以上の「屋久杉」は切り残されることが多かったが、樹齢400年以下の「小杉」は、屋久杉ではないとされ、1955年（昭和30年）にチェーンソーが導入されるとともに、大々的に伐採が進んだ。
現在、原生自然環境保全地域に含まれる小楊枝川流域、国立公園第一種特別地域に含まれる永田川流域、宮之浦川上流域、東部の安房川支流荒川左岸（ヤクスギランド）などがヤクスギの主要な群落として僅かに残されている。
屋久島最大の「縄文杉」はかつてその巨大さから推定樹齢6000年以上であるとされ、環境省（当時は環境庁）の環境週間ポスターで「7200歳です」と紹介されたことで、全国的に有名になった。現在では放射性炭素年代測定法で推定樹齢約2000年以上であることが確認されている。またその際に内部組織の年代が入り乱れ、同心円状の年輪を形成していなかったことから合体木であるという説があったが、これに対して数本の大枝から葉をサンプリングして遺伝子分析解析を行った結果、同じ遺伝子の木であることが明らかになった。ただし、杉の場合、木の枝どうしが癒着する接合木、倒木の上に新木が生える更新木といった現象がよく知られており、同じ遺伝子であっても、同じ木からの複数の落ち枝がいわばそれぞれ苗木となって育って合体木となった可能性がある。年代測定を行ったときにも、ウロの中の朽ちた部分にとりわけ古い年代が出たこともあり、既に朽ちたさらに古い木があり、そこからの新木の合体木である可能性が強い。
なお現在までに確認された最古の木は「大王杉」で、やはり放射性炭素年代測定法で樹齢3000年以上とされる。

縄文杉
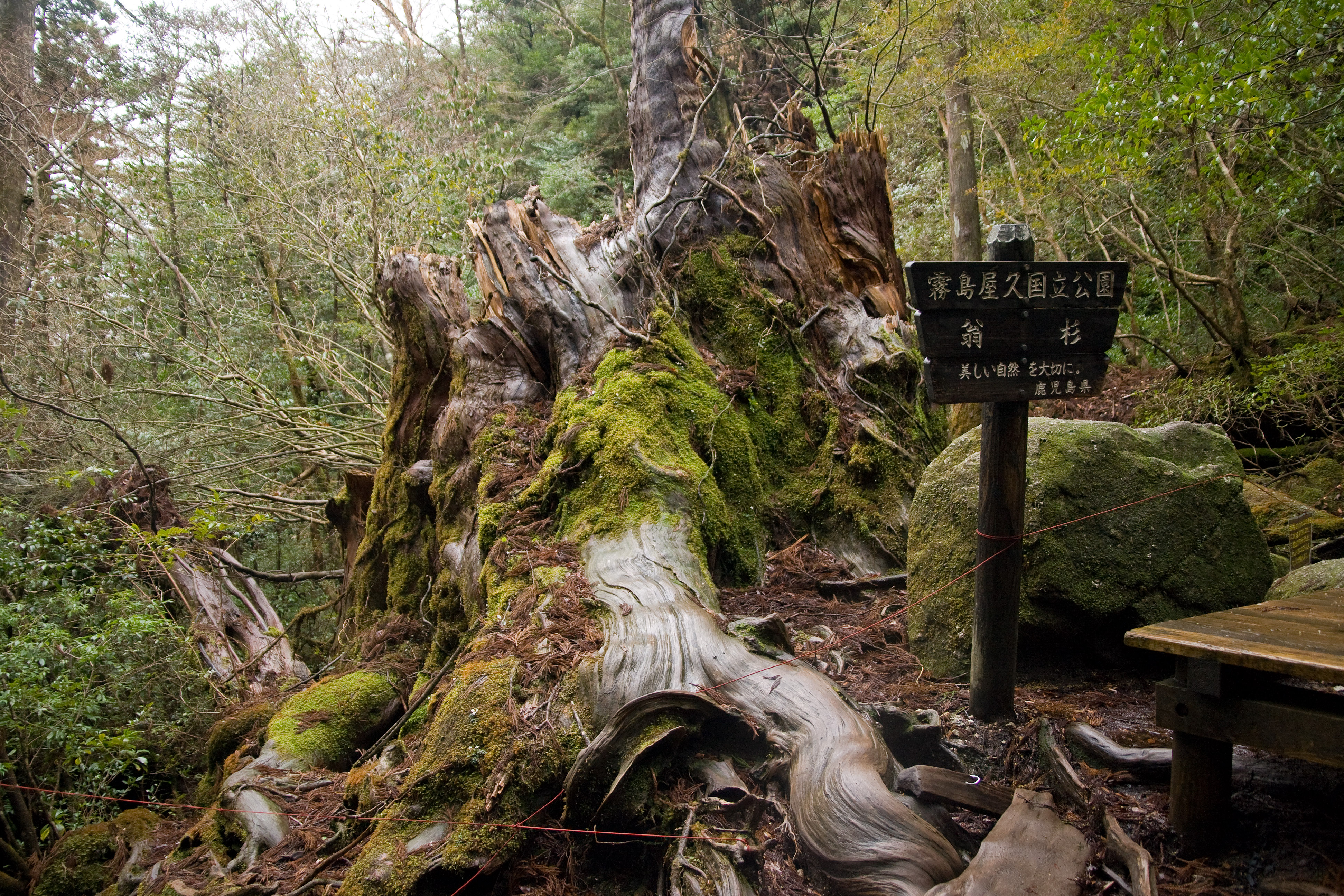
翁杉
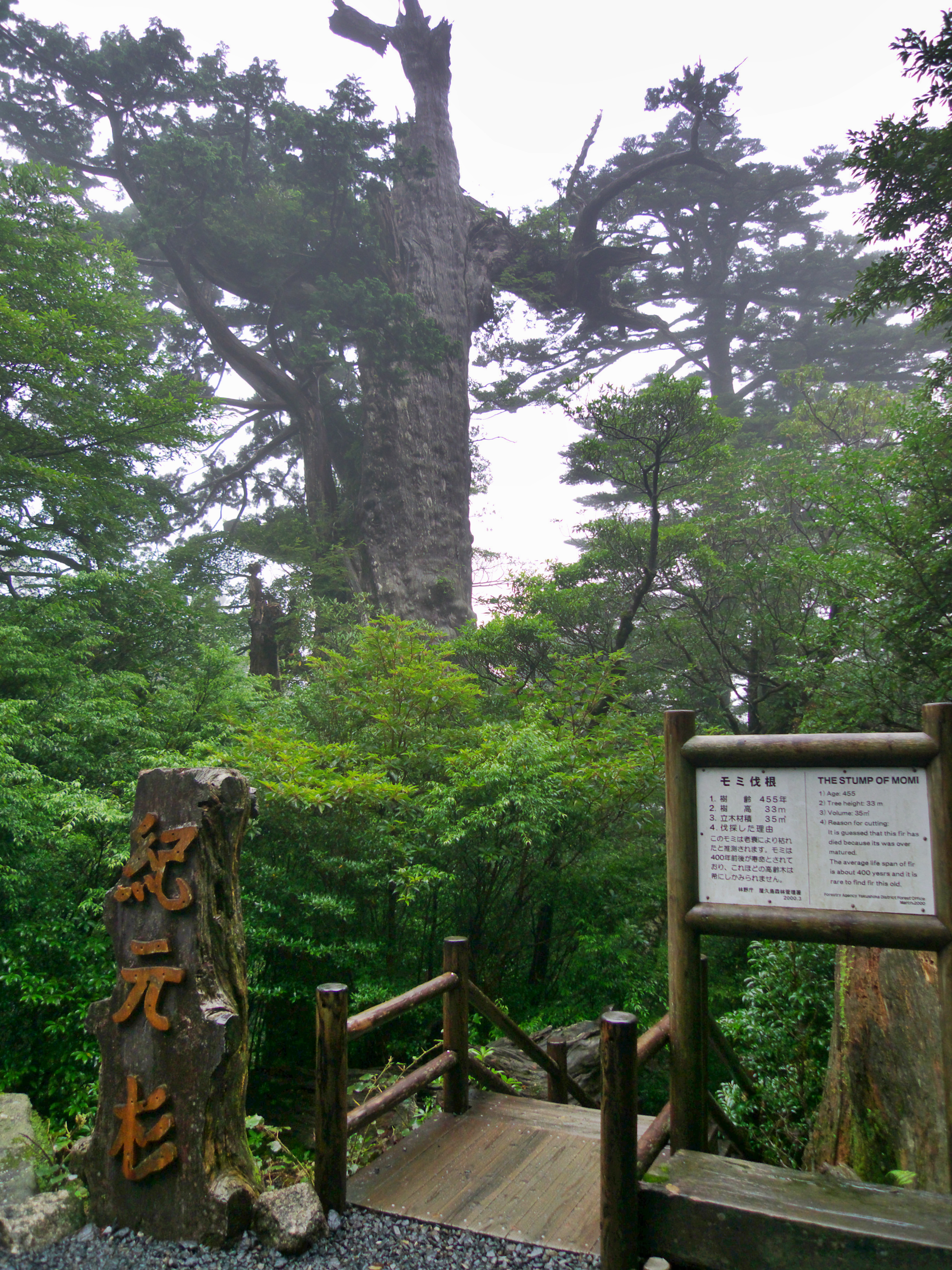
紀元杉
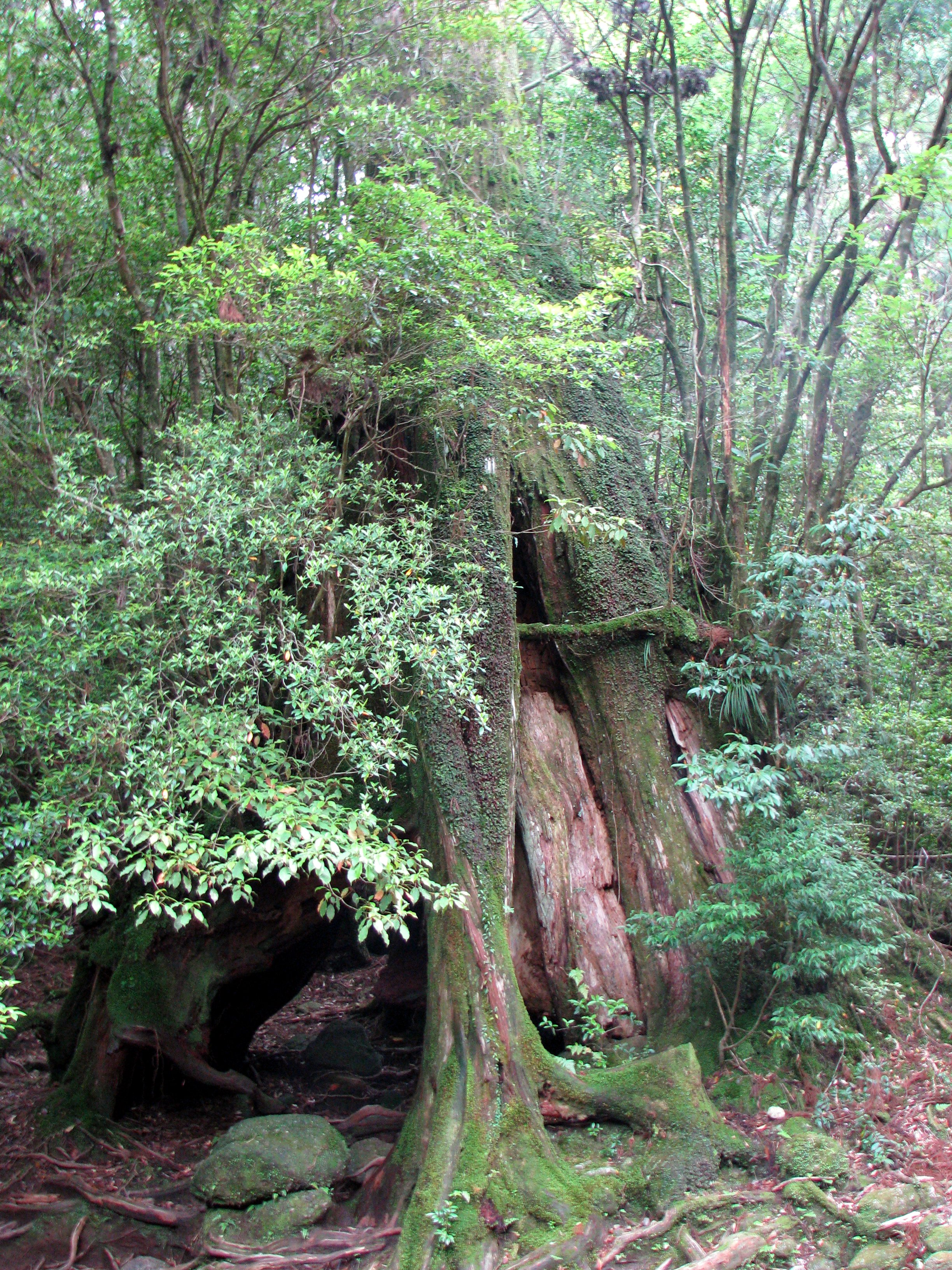
三代杉
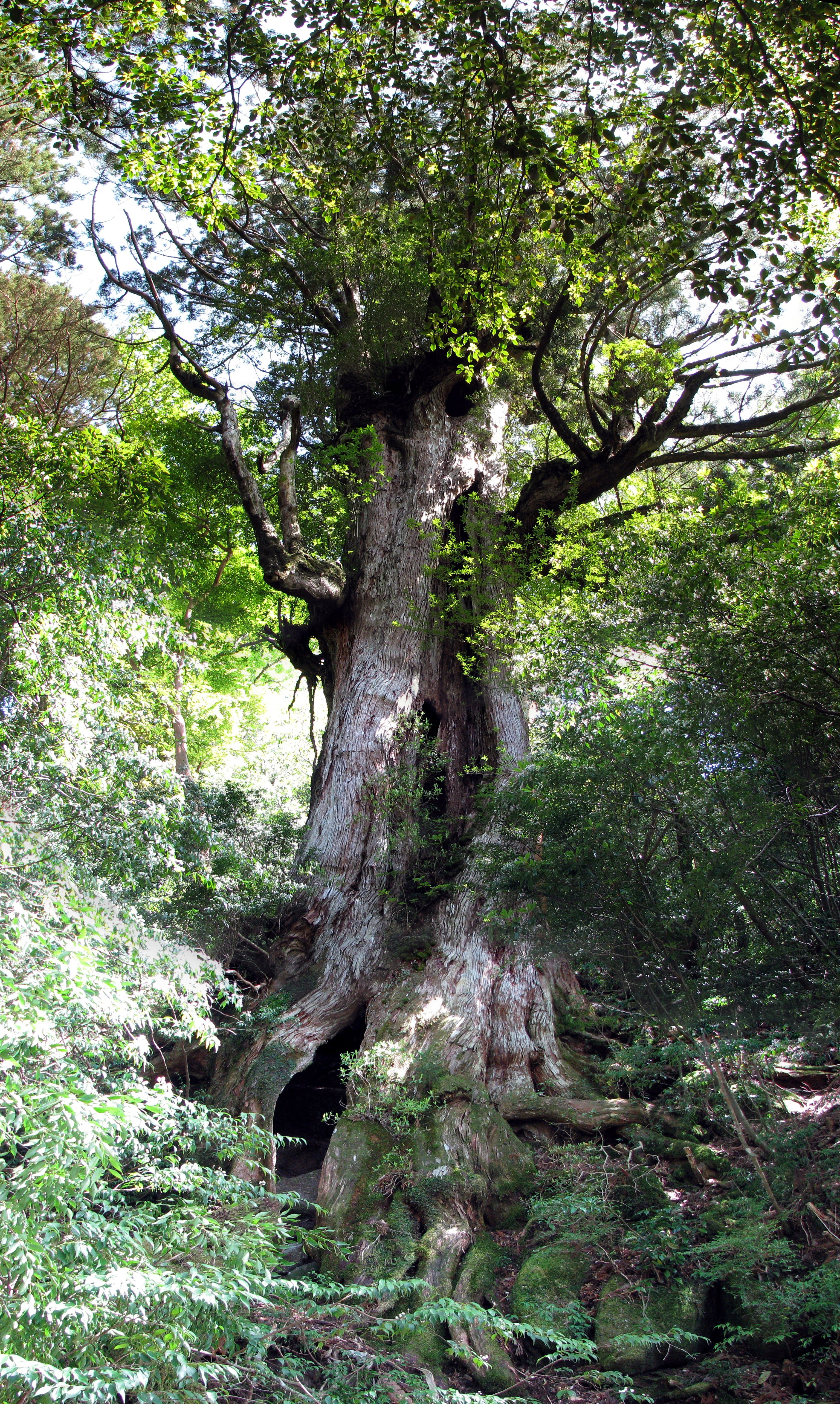
大王杉
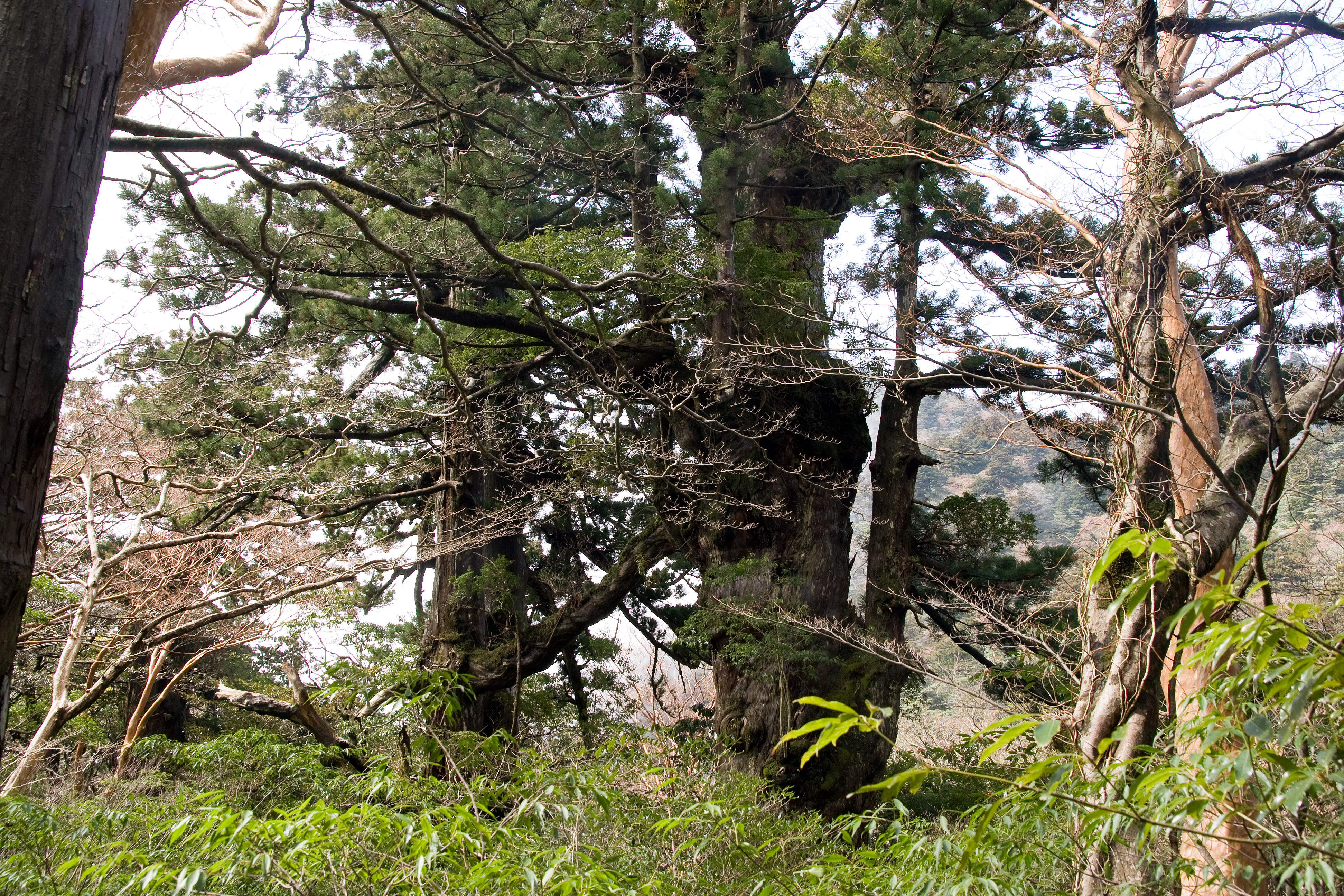
夫婦杉
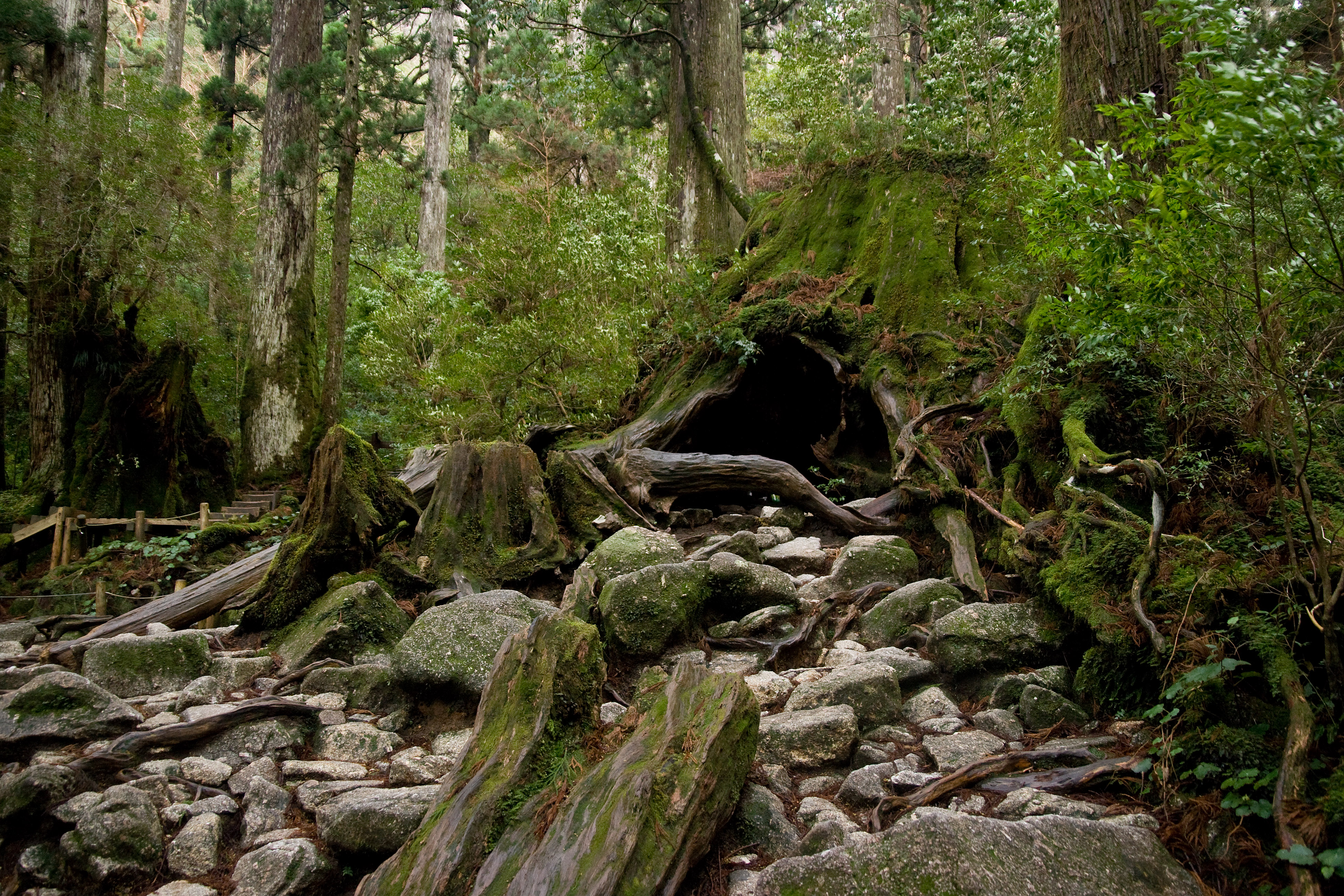
ウイルソン株

## 歴史

屋久島の縄文杉登山口へと続くトロッコ軌道

屋久島が初めて文献に出現するのは、中国の歴史書『隋書』大業3年（607年）、煬帝の代に「夷邪久国」の記述が見えるのが最初である、この「夷邪久」は屋久島を指す説と、南島全般（すなわち種子島・屋久島より南方）を指す説とがある。
『日本書紀』では推古天皇24年（616年）に掖久・夜勾・掖玖の人30人がやってきて、日本に永住したという記事が見られ、舒明天皇元年（629年）には大和朝廷から掖玖に使が派遣されたという記載がある。『日本書紀』で、掖玖（ヤク）を、特定の島である屋久島を指すような言葉として初めて区別するような記載が行われたのは、天武天皇11年（682年）に「多禰人・掖玖人・阿麻彌人(奄美人)それぞれ禄を賜った」という記載からである。
『続日本紀』には、文武3年（699年）に多褹・掖玖・菴美・度感から朝廷に来貢があり位階を授けたと記載がある。また同書には、種子島とともに多禰国との記述があり、大宝2年（702年）8月1日条に「薩摩と多褹が化を隔てて命に逆らう。是に於いて兵を発して征討し、戸を校して吏を置けり」とあり、薩摩国と多禰国が成立する。これ以後、大和朝廷は令制国として一国に準ずる多禰国に国司（嶋司）を派遣する。
多禰国からの税収はとても小さかったが、南島（南西諸島）との交流や、隼人の平定、遣唐使の派遣のため格は中国として扱われていた。実際、天平勝宝5年（753年）12月7日に鑑真、大伴古麻呂、吉備真備らを乗せた遣唐使船の第二船、第三船が屋久島に帰国し、鑑真が来日したは場所は屋久島である。屋久島で11日間の1日の滞在を経て第二船は12月18日に大宰府に向けて出港、20日に秋目、26日に大宰府に到着する。734年（種子島）と753年（屋久島）の二度、遣唐使が多禰国に帰国した。『日本書紀』では7か所に多禰、『続日本紀』では21か所に「多禰」または「多褹」と記述されている）
しかし、島民を兵として徴用しても動員が難しく、年貢として取り立ても少ないことから、天長元年（824年）10月1日に多禰嶋司を廃止し、能満郡・熊毛郡・馭謨郡・益救郡の四郡を熊毛郡・馭謨郡の二郡に再編して大隅国に編入した。
1203年に鎌倉幕府から種子島氏に種子島を初めとした南西諸島が与えられ、屋久島も種子島氏の支配下に置かれることになる。1542年に大隅の禰寝氏が種子島氏の悪政を正すとの名目で屋久島に襲来し、島を占拠。宮之浦に城ケ平城を築城。1544年に種子島氏は屋久島を奪還すべく、城を攻める。禰寝氏は敗退し、再び島は種子島氏の支配下になる。このとき初めて火縄銃が実戦で使用されたと伝えられている。
1595年、種子島久時のとき、太閤検地に伴う所替えで薩摩国知覧に移され、屋久島は島津家の直轄地となる。また豊臣秀吉が京都方広寺の大仏殿建立用材調達を全国の大名に命じ、島津家にも用材の献上を命じられている。一説にはウィルソン株はその時に切り出された屋久杉の切り株ともいわれている。
江戸時代は薩摩藩の支配下に置かれる。島津光久に招かれ薩摩藩に仕えていた僧侶であり儒学者でもあり、屋久島の安房の生まれであった泊如竹は、島民の困窮を目にし、島民のため屋久杉伐採を藩に願い出る。また屋久杉伐採の指導などを行い島の経済復興に尽力した。このため屋久聖人と呼ばれている。今でも泊如竹の命日である旧暦5月25日に如竹踊りが如竹神社で行われている。
米作、畑作に不向きな屋久島の年貢は、屋久杉を伐採加工した平木で納めることになった。男子は年一人当り平木六束（一束は百枚で600枚）を納めることとなっていた。
1708年にキリスト教布教のため、鎖国下の日本に潜入しようとしたジョヴァンニ・バッティスタ・シドッティが、屋久島に上陸している。
明治時代に入り、地租改正により島の山林のほとんどが国有地に編入された。1891年（明治24年）には国有林監視所が設置され、盗伐の取り締まりが強化されたことをきっかけに、1904年（明治37年）には島民が国を相手取って訴訟を起こすに至った。この訴訟は16年に及ぶ長期の係争となったが、関係書類から元々は薩摩藩有であったことが確認されるとして島民側の敗訴となった。だが、この判決には批判が多く、国会議員やマスコミからの追及が高まった。世論を重視した国は1921年（大正10年）に屋久島の国有林を島民一般のためにのみ使用することを旨とする『屋久島国有林経営の大綱』を定めた。この処置は島民から大いに喜ばれ、『屋久島憲法』と呼ばれた。
1922年（大正11年）からは本格的なインフラ整備が開始された。1924年（大正13年）、スギ原始林が天然記念物に指定された。

## 世界遺産

### 登録への経緯
1992年3月13日に世界遺産条約の国会提出が閣議決定され、6月30日に条約受諾書をユネスコへ送付した。それを受けて、1992年10月1日、屋久島が世界遺産委員会へ推薦された。1993年12月11日、コロンビアのカルタヘナで開催された世界遺産委員会で、世界遺産リストに登録された。姫路城・法隆寺・白神山地とともに日本初である。
登録当時、ユネスコ世界遺産センターのドロステ所長は「自然遺産としての屋久島の価値は、多くの人たちが暮らしていながら、すぐれた自然が残されていることにある。」と語っている。

### 世界遺産登録基準
この世界遺産は世界遺産登録基準のうち、以下の条件を満たし、登録された（以下の基準は世界遺産センター公表の登録基準からの翻訳、引用である）。
- (7) ひときわすぐれた自然美及び美的な重要性をもつ最高の自然現象または地域を含むもの。
- (9) 陸上、淡水、沿岸および海洋生態系と動植物群集の進化と発達において進行しつつある重要な生態学的、生物学的プロセスを示す顕著な見本であるもの。

### 屋久島憲章
屋久町と上屋久町の両町議会は、世界遺産登録を控えた1993年にその保全を目的として屋久島憲章を制定した。両町が合併して屋久島町となった2007年10月1日、同憲章を改めて決議第一号とした。屋久島の自然環境保護を第一とし、自然環境との共生による島の将来への指針を示している。

### 登録後の影響（オーバーユース問題等）
世界遺産登録後の観光客の増大によるゴミ増加、山岳トイレ、登山道とアクセス道路、山小屋の整備の遅れ、観光ガイドの質の低さなどが指摘されている。
特に縄文杉見学の登山客は激増した。2010年の同コースの登山客は約9万人で、それまでの10年間で3倍近くに増えた。一方で登山客の増加は、登山道の劣化、ゴミ処理、山岳トイレ、ガイドの資質等々の地域社会的問題を招いた。

#### 屎尿処理の問題
屎尿処理は当初現地に埋設していたが、悪臭や水源汚染の問題が深刻化してきた。
2008年からトイレ利用者から山岳部保全募金（一人一口 500 円）を募るなどして、人力で屎尿搬出を始めた。しかし募金率は40%程度と低く、町の予算から拠出していた山岳トイレの屎尿処理費が約530万円の単年度赤字になるなど、町財政の負担になった。
実際の金額としては山岳部保全募金額は2014年度で約2075万円にものぼったが（屎尿搬出以外にも利用されているため）その財源を使い切った場合はバケツに詰めて留置されることが常態化していた。屋久島山岳部環境保全協力金収受状況（令和3年3月末）によれば、1リットルあたり約1527円（搬出量は計8460リットル）の搬出費となっていた。2016年度末には不足分を他の基金（屋久島町だいすき基金など）で補うこともあった。
また、並行して環境省が主導（2009年試験運用、2010年より開始）して屋久島観光協会が携帯トイレ販売事業を行っており、2018年の販売実績は約478万円（二個入り6777個、一個入り943個）となっている。人力による屎尿搬出の経費負担の削減を大きな目的としており、携帯トイレの回収ボックスを登山口などに設置、その回収費用は年間数十万円で、その費用にあてるため屋久島観光協会が売り上げの一部を山岳部募金に還流している。携帯トイレブースの管理維持費は山岳部が負担、最終的な携帯トイレの廃棄処理（特に大便）には使用を中止していた町の焼却炉を再稼働させて対応している。
バイオマストイレ（2007年12月に阪急交通社、2009年に小林製薬がそれぞれ寄贈、設置から数年のコストも寄贈者が負担）をはじめ、恒久トイレ（浄循環式水洗トイレや土壌処理式のトイレ）の導入も試みているが、故障により修繕維持費がかさむことが問題になっていた。
2017年に山岳部環境保全協力金が制定されるまでの屎尿搬出費の推移(屋久島町公表)は表の通り。
| 年度 | 搬出費用 | 山岳部保全基金の積立金額（募金など） | 山岳部保全基金の年度末残高 | 参考）入込者数等 | 関連トピック           |
| ---- | -------- | ------------------------------------ | -------------------------- | ---------------- | ---------------------- |
| 2007 | -        |                                      | 0                          | 406387           | バイオマストイレ寄贈   |
| 2008 | 3904435  | 11899000                             | 7995000                    | 385987           | 保全募金の開始         |
| 2009 | 28057500 | 24326000                             | 24429000                   | 327861           | バイオマストイレ寄贈   |
| 2010 | 17359964 | 17079000                             | 6812000                    | 332219           | 携帯トイレ販売事業開始 |
| 2011 | 17481328 | 20067000                             | 6898000                    | 319736           | 入島料の検討へ         |
| 2012 | 19777936 | 19832000                             | 3936000                    | 327861           |                        |
| 2013 | 15861486 | 21092000                             | 5983000                    | 333219           | 協力金の採用を決定     |
| 2014 | 18172915 | 20751000                             | 3006000                    | 319736           |                        |
| 2015 | 10257223 | 14757000                             | 2290000                    | 305201           |                        |
| 2016 | 14648195 | 21173000                             | 9100000                    | 299744           |                        |
| 2017 | 20964428 | 山岳部環境保全基金へ移行             | 山岳部環境保全基金へ移行   | 284684           | 協力金の開始           |

##### 屎尿処理問題に関する今後の方針
搬出と設備維持費用の増大に観光客の減少が追い討ちをかけており、令和元年に定めた「屋久島町第二次振興計画」においては恒久トイレ（登山道のバイオマストイレや汲み取り式トイレ）から携帯トイレ（と仮設トイレブース）への移行方針が検討されている。また携帯トイレの最終処理に必要不可欠なゴミ焼却施設の新設も計画されている。もともと屋久島は廃棄物処理に再生エネルギーである水力発電も活用した炭化・電気溶融施設を有していたが老朽化し一部故障したままで、目標とするゼロエミッションから後退して、大量のビニール製携帯トイレ処分と通常型の焼却施設を新設することとなる。

#### 入山制限の検討
このような事態を受け、2011年6月に屋久島町町長の日高十七郎がエコツーリズム全体構想の骨格をなす縄文杉コースの利用制限、永田浜への立ち入り制限などを規定した町条例案を町議会に提出した。具体的には、縄文杉への日帰り登山客を1日360人、宿泊客60人に制限するものであった。しかし6月21日本会議に先がけて行われた特別委員会で出席議員全員の反対で否決された。否決前、「条例案に反対するよう求める」という屋久島観光協会ガイド部会の文書が全町議に送られていた。この動きを踏まえて、「屋久島は危機遺産になったほうがいい」という日本山岳会自然保護委員会世界自然遺産プロジェクトの意見表明まで出た。
また林野庁、環境省及び文化庁は、登山者の増加やヤクシカの増加により、生態系や自然景観に影響を及ぼす恐れが出てきたことから管理計画の見直し、新しい計画案への意見公募を2012年1月27日〜2月26日に行った。その結果を受けて、同年10月1日、林野庁・環境省・文化庁と鹿児島県及び屋久島町は新たな屋久島世界遺産地域管理計画を策定し発表した。その中で、ヤクシカの増加については特定鳥獣保護管理計画及び生態系維持回復事業計画を踏まえた個体数調整及び生態系の維持回復の方針を示し、登山客の増加については登山道や地域毎に利用方針を定めた上で利用の適正化（主に分散化）を図るとともに、エコツーリズムの推進方針を示している。

#### 協力金の徴収へ
2011年10月30日に行われた町長選挙で当選した荒木耕治は、当選後、入島料の導入に言及。11月13日に「自然資源の保護が、あらゆる政策に優先する」と所信表明。島の環境保全を目的に来島者から「入島料」を徴収する方針を決めた。早ければ2013年度に導入を目指すとした。しかし、2013年中の「屋久島町入島税等検討会議」で『税の公平原則によって、課税対象、金額等に制約が生じ、賦課徴収コストが大きくなり現時点での導入は難しい。』との認識を共有し入島料（税）ではなく、2014年の同会議にて受益者負担を求める仕組みとして「入山協力金」の採用が確認された。
2017年、環境保全事業の財源として、登山者から徴収する入山協力金制度（山岳部環境保全協力金）を設けた。当初の目論見では9割の協力を得て約7千万円の収入を見込み実際は79%の協力により初年度は6541万円の収入となった。翌年、職員による横領が発覚し補填として繰越金の基金残高をあてたが事業収入は2018年度から2726万円と赤字に転落。更に事件直後は一時的に収納率が大きく悪化し、現在も収納額は減少傾向で不足分を町が負担している。
| 年度 | 収納率 | 協力金収納額 | 支出       | 収支        | 山岳部環境保全基金残高          | トピック            |
| ---- | ------ | ------------ | ---------- | ----------- | ------------------------------- | ------------------- |
| 2017 | 79.16% | 65,411,286   | 59,656,287 | 5,754,999   | 27,116,595                      | 協力金の導入        |
| 2018 |        | 27,261,968   | 58,719,008 | △31,457,040 | 914,127                         | 横領弁済金5,254,572 |
| 2019 | 71.51% | 45,489,549   | 62,560,043 | △17,070,494 | △10,556,367（決算にて残高ゼロ） | 横領弁済金5,600,000 |
| 2020 | 64.18% | 18,771,112   | 47,693,164 | △28,922,052 | △27,621,569                     | 横領弁済金1,300,483 |
| 2021 |        | 21,226,226   | 45,391,515 | △24,165,289 | △22,965,289                     | 横領弁済金1,200,000 |
| 2022 |        | 30,322,755   | 48,655,977 | △18,333,222 | △16,642,511                     | 横領弁済金1,200,000 |

#### 観光客の減少
屋久島の入込者数は昭和後半まで 11~12 万人台で推移し、1989年に高速船トッピー就航で17 万人台に急増。その後、1993年の世界自然遺産登録を経て増加を続け、2003年に30万人台を超え2007年に過去最高の40万人台を記録した後、減少傾向にある。2013年からは 30 万人を下回っており、2016年には2000年と同程度まで減少した。
| 年度 | 入込客数 | トピック                                                        |
| ---- | -------- | --------------------------------------------------------------- |
| 1993 | 209,219  | 世界遺産登録                                                    |
| 1994 | 233,489  | 屋久島山岳部利用対策協議会が発足し，縄文杉 への立入禁止など決定 |
| 1995 | 256,645  | 「屋久島世界遺産地域管理計画」(環境，林野，文化庁)決定          |
| 1996 | 252,838  | 屋久島森林環境保全センター、屋久島世界遺産センター発足          |
| 1997 | 263,734  | 屋久島の一周道路整備検討委員会設置                              |
| 1998 | 279,735  | 屋久杉自然館入館者数 30 万人達成                                |
| 1999 | 260,161  | 屋久島観光協会発足(上屋久町，屋久町の観光協会が合併)            |
| 2000 | 263,077  | 皇太子・同妃が世界自然遺産会議へ臨席                            |
| 2001 | 286,277  | イルカ 171 頭が長浜海岸に漂着する。約 130 頭を救出              |
| 2002 | 289,535  | 上屋久町・屋久町任意合併協議会設立                              |
| 2003 | 314,757  | 屋久島世界自然遺産登録 10 周年シンポジウム                      |
| 2004 | 293,832  | 屋久島総合自然公園(野生植物園)開園                              |
| 2005 | 316,884  | 「JRホテル屋久島」屋久町尾之間にオープン                        |
| 2006 | 333,224  | 高速船ロケット3隻目就航                                         |
| 2007 | 406,387  | 過去最高 屋久島町誕生                                           |
| 2008 | 385,987  | 西之表港中央地区ふ頭供用開始，大型観光客船「飛鳥II」初寄港      |
| 2009 | 327,861  | 今世紀最大の皆既日食観測                                        |
| 2010 | 333,219  | 翁杉倒れる                                                      |
| 2011 | 319,736  | 東北太平洋沖地震発生                                            |
| 2012 | 305,201  | 屋久島の国立公園地域と口永良部島の全域が「屋久島国立公園」に    |
| 2013 | 299,744  | 屋久島世界自然遺産登録 20 周年記念式典                          |
| 2014 | 284,684  | 口永良部島新岳 34年ぶりに噴火                                   |
| 2015 | 274,095  | 口永良部島新岳で爆発的噴火(噴火警戒レベル5)全島避難             |
| 2016 | 267,364  | 口永良部島 全島避難指示解除                                     |
| 2017 | 295,972  | 屋久島山岳部環境保全協力金制度がスタート                        |
| 2018 | 280,336  | マルエーフェリー(株)がフェリー波之上により奄美-屋久島航路開設   |
| 2019 | 252,965  | 屋久島空港の運用時間1時間延長                                   |

#### 客数増加思考からの転換
減少した観光客に加えコロナによる打撃は大きかったが、一方で「環境保全を考えると、40万人は多すぎた」と環境と経済のバランスを考え直す機会ともなった。2016年には35万人に回復させる目標で空港滑走路の延伸など利便性の向上とリピーターを増やすことを目指していたが、現在は通信環境の整備によってワーケーションを誘致し長期滞在型の利用を促進する方向も模索されている。

## その他の自然保護地域指定
特別天然記念物
屋久島スギ原始林の名称でスギ原生林が1924年（大正13年）12月9日に天然記念物、1954年（昭和29年）3月20日に特別天然記念物指定として指定された。
国立公園
1964年（昭和39年）3月16日、既にあった霧島国立公園に追加編入される形で、隣の口永良部島と共に霧島屋久国立公園の「屋久島地域」となった。2012年（平成24年）3月16日には「屋久島地域」を分離して屋久島国立公園に指定された。
原生自然環境保全地域
1975年（昭和50年）5月17日、自然環境保全法に基づく屋久島原生自然環境保全地域が指定された。
生物圏保護区
1980年（昭和55年）、屋久島生物圏保存地域（ユネスコエコパーク）としてユネスコの生物圏保護区に指定された。2016年（平成28年）3月19日に登録範囲が屋久島町全域に拡張され、屋久島・口永良部島生物圏保存地域（ユネスコエコパーク）に改称した。
森林生態系保護地域
1992年（平成4年）3月30日、林野庁による屋久島森林生態系保護地域が指定された。
ラムサール条約登録地
2005年（平成17年）11月8日、島北西部の砂浜である「前浜」「いなか浜」「四ツ瀬浜」を総称して屋久島永田浜という名称でラムサール条約登録湿地となった。

## 観光

### グルメ

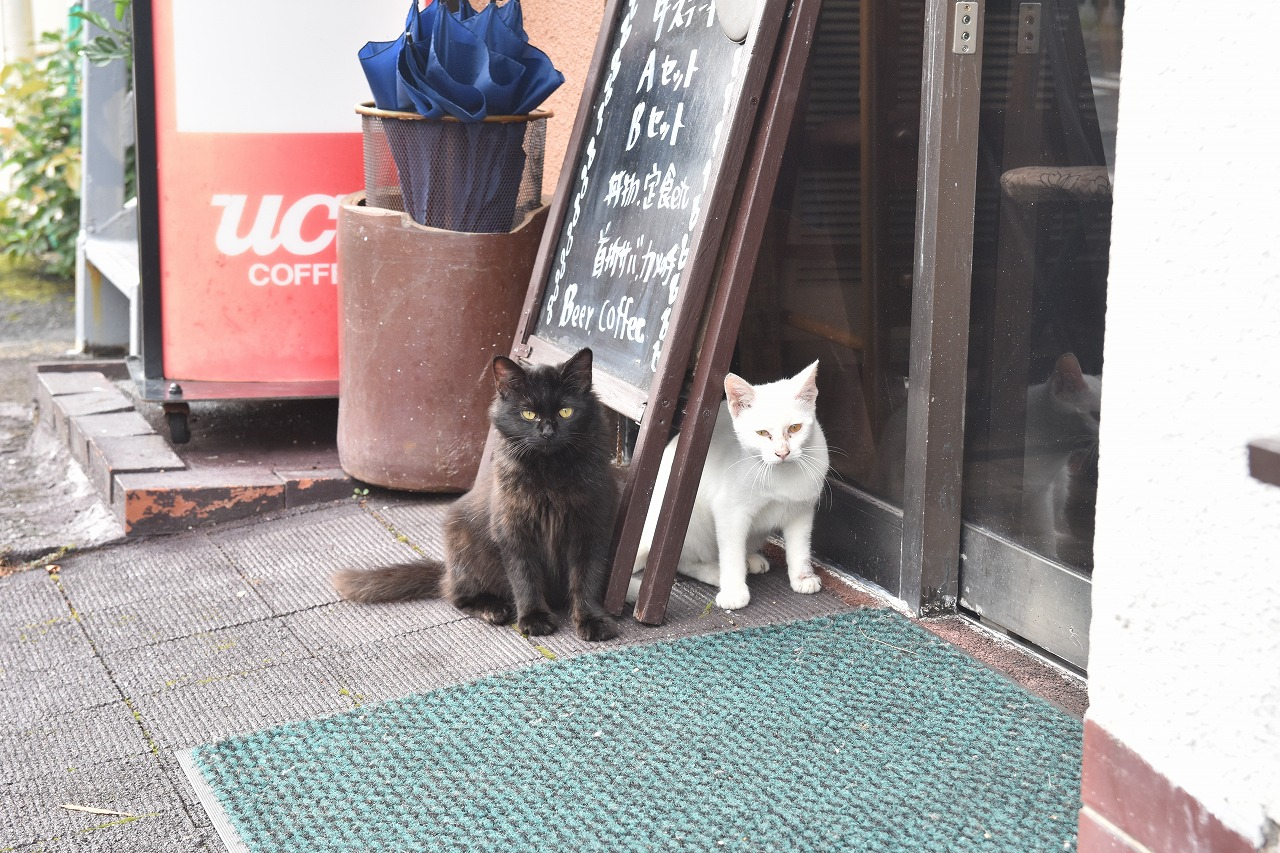
首折サバ、カメの手を案内する食事処の看板。

屋久島には豊富な海産物がある。トビウオを食べることができるほか、地魚のゴマサバを「首折れサバ」と呼んで提供している。そのほかカメノテなどが地元の食材として提供されている。

### 海水浴
一周を海に囲まれているが、海岸線は崖や磯になっている部分が多い。そのため、砂浜はごく僅かで、海水浴の為の施設は乏しい。遠浅で海水浴に適しているものとしては、島の北西部にあるアカウミガメ上陸・産卵数日本一で2005年にラムサール条約にも登録された永田浜（前浜・いなか浜）、白砂の栗生海水浴場、屋久島一の広さの一湊海水浴場がある。他にも、隆起サンゴ礁の海岸に作られた春田浜海水浴場がある。

### 登山・トレッキング
様々な地点を目指す登山・トレッキングのコースがある。
コース例：縄文杉/太鼓岩/太忠岳/黒味岳/蛇之口滝/宮之浦岳/モッチョム岳/愛子岳

## 交通

### 空港

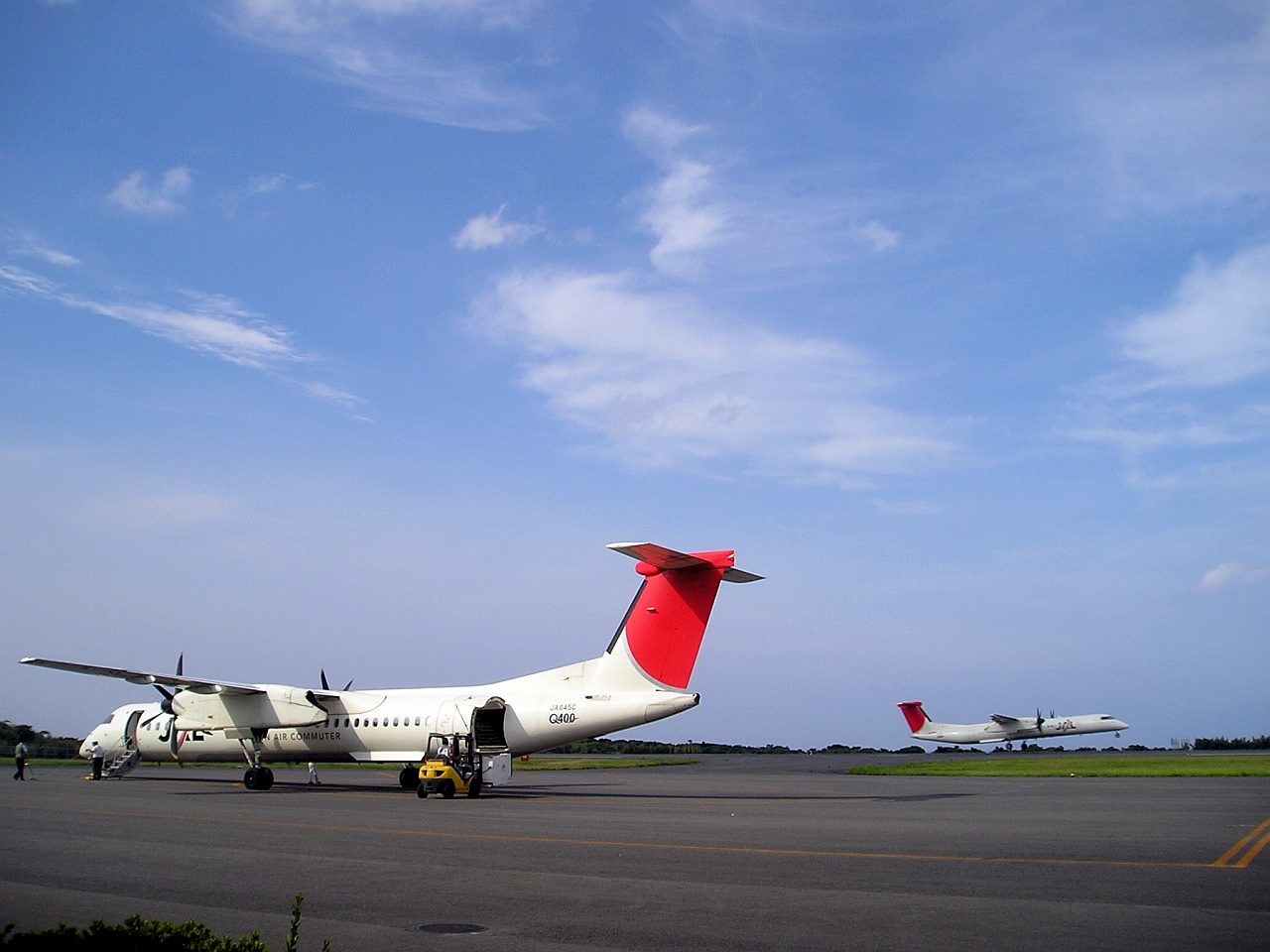
屋久島空港

- 屋久島空港
  - 日本航空(JAL)[107]
    - 大阪国際空港
    - 福岡空港
    - 鹿児島空港

### 航路
高速船
- 種子屋久高速船 ジェットフォイル「トッピー」「ロケット」
  - 鹿児島港本港区南埠頭（鹿児島市） - 指宿港（指宿市） - 種子島・西之表港（西之表市）、屋久島・宮之浦港または安房港

従来、いわさきグループの鹿児島商船が当航路を運航していたが、2004年に市丸グループのコスモラインが参入し競合して以降は両社とも採算を度外視した「消耗戦」とも評される熾烈な競争 を行ってきたが、2009年10月より一部便について共同運航となった後、2012年4月より両社の航路を統合した新会社が発足した。なお、船舶呼称については統合前の各社のものを踏襲している。
指宿港を寄港しない便がある。また、種子島・屋久島経由の順序が変わるほか、各島への直行便もある。
その他
- 折田汽船（市丸グループと提携） 「フェリー屋久島2」
  - 鹿児島港本港区南埠頭 - 屋久島・宮之浦港
- 鹿児島商船・新屋敷商事 フェリー「はいびすかす」[110]
  - 谷山港二区（鹿児島市） - 種子島・西之表港（西之表市） - 屋久島・宮之浦港

往路（谷山港発）は西之表港に到着後は夜間滞泊し、翌朝に宮之浦港へ向かう。
- 屋久島町 町営 「フェリー太陽」
  - 口永良部島 - 屋久島・宮之浦港 - 種子島・島間港（南種子町）
- マルエーフェリー 「フェリー波之上」
  - 那覇港 → 本部港 → 与論島 → 和泊（沖永良部島） → 亀徳（徳之島） → 名瀬港（奄美大島） → 屋久島・宮之浦港 →鹿児島

※数日に1回、鹿児島行きのみ寄港。

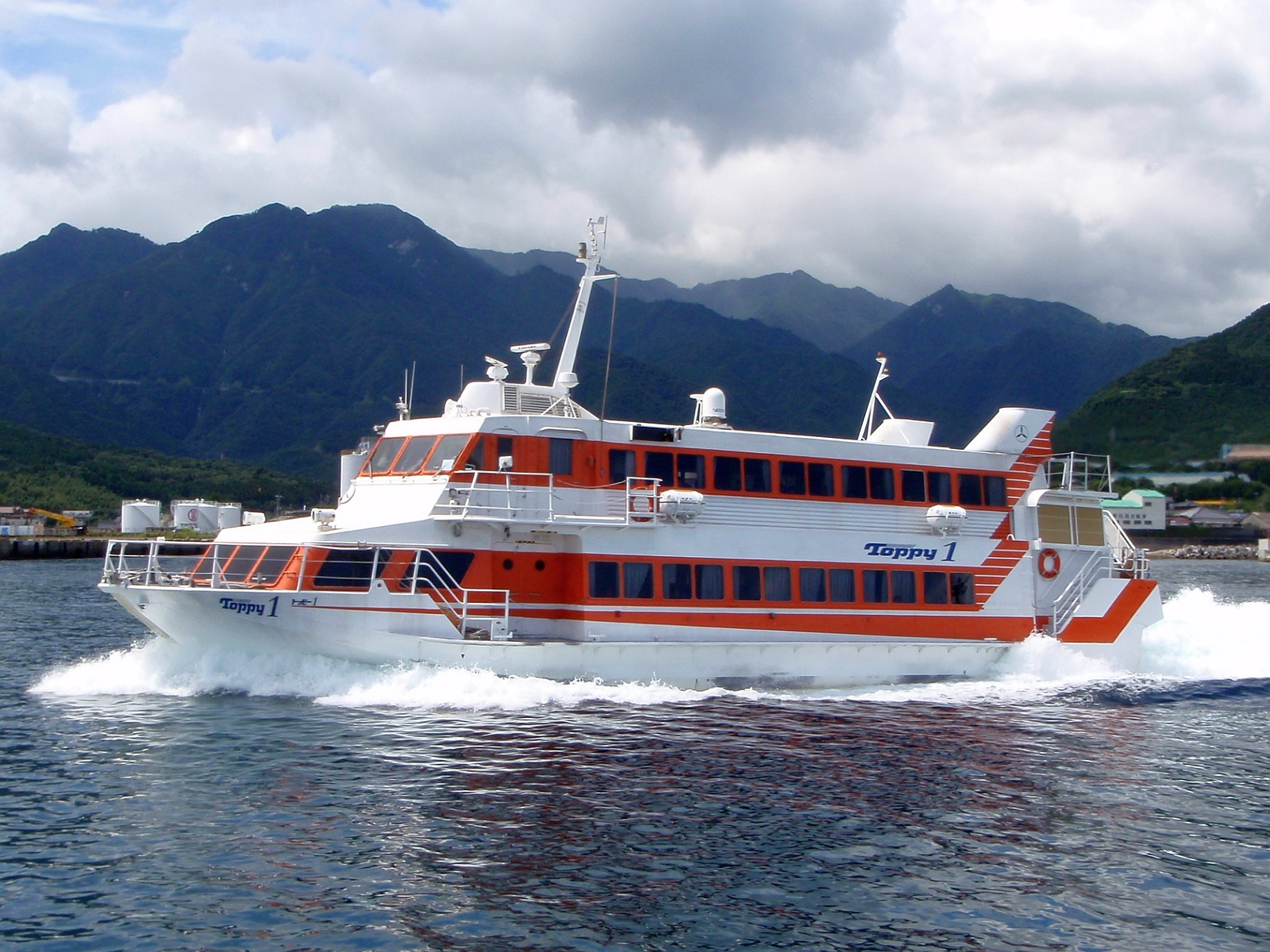
ジェットフォイル「トッピー」
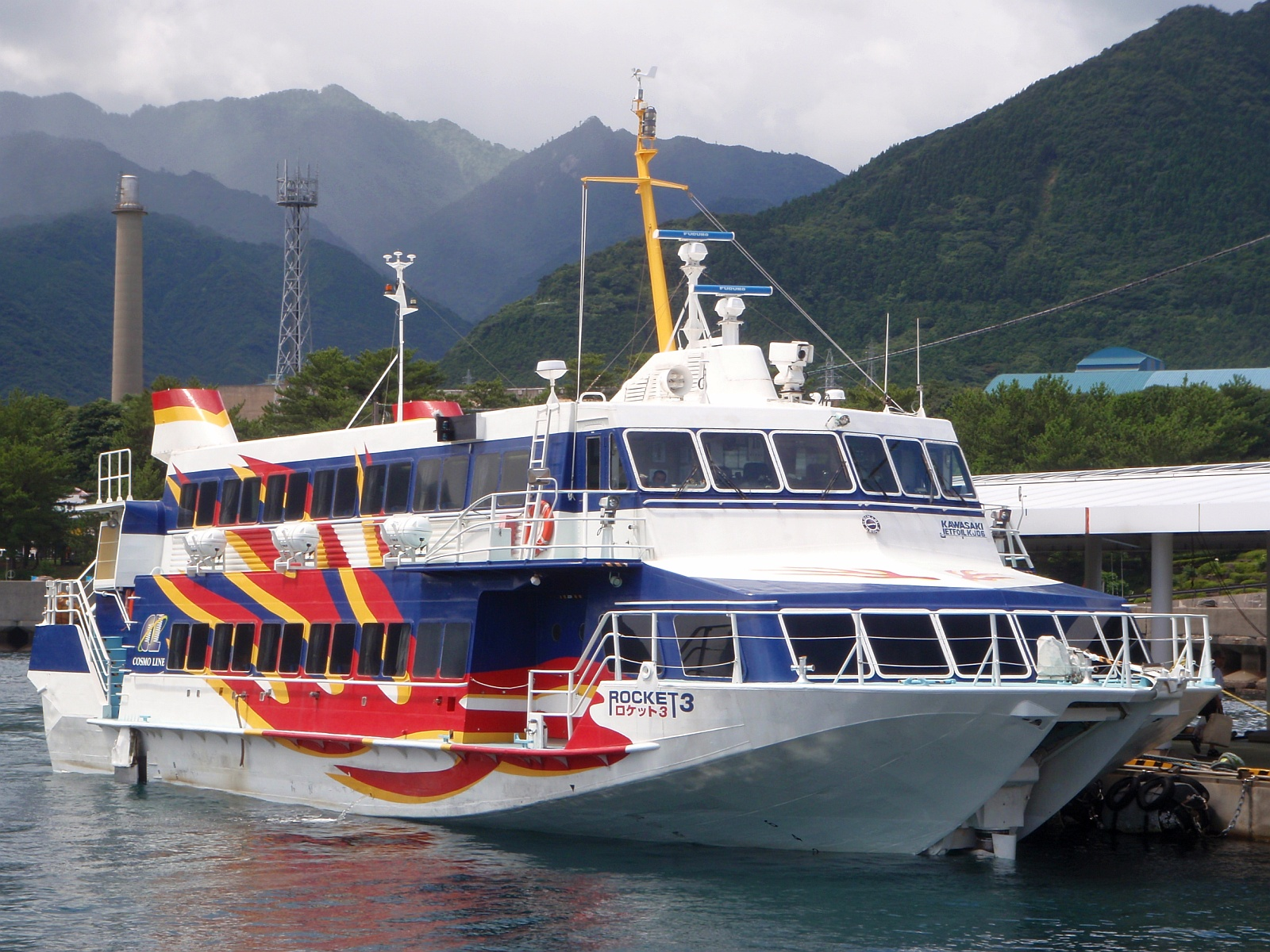
宮之浦港に停泊中のジェットフォイル「ロケット」
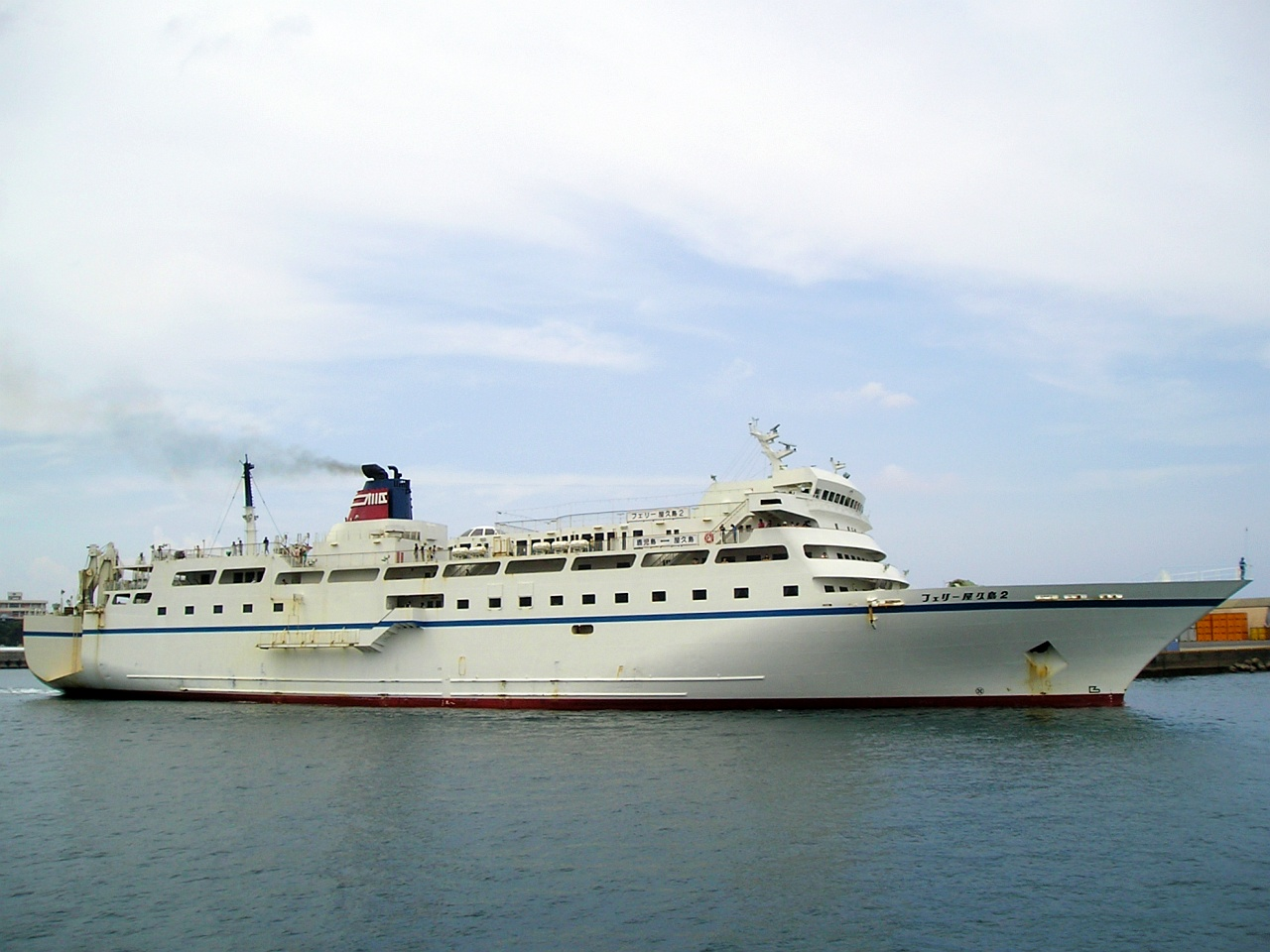
「フェリー屋久島2」
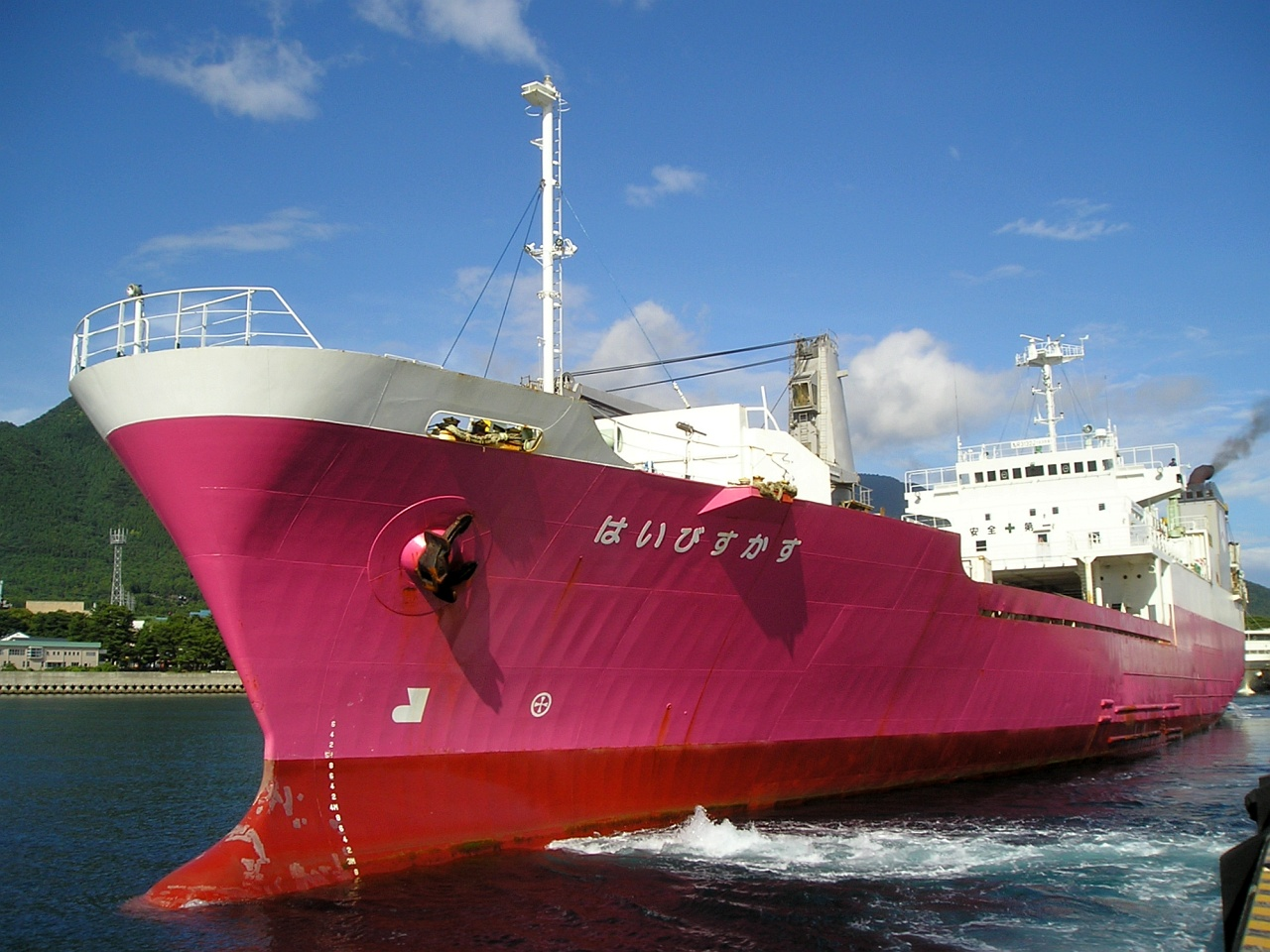
フェリー「はいびすかす」
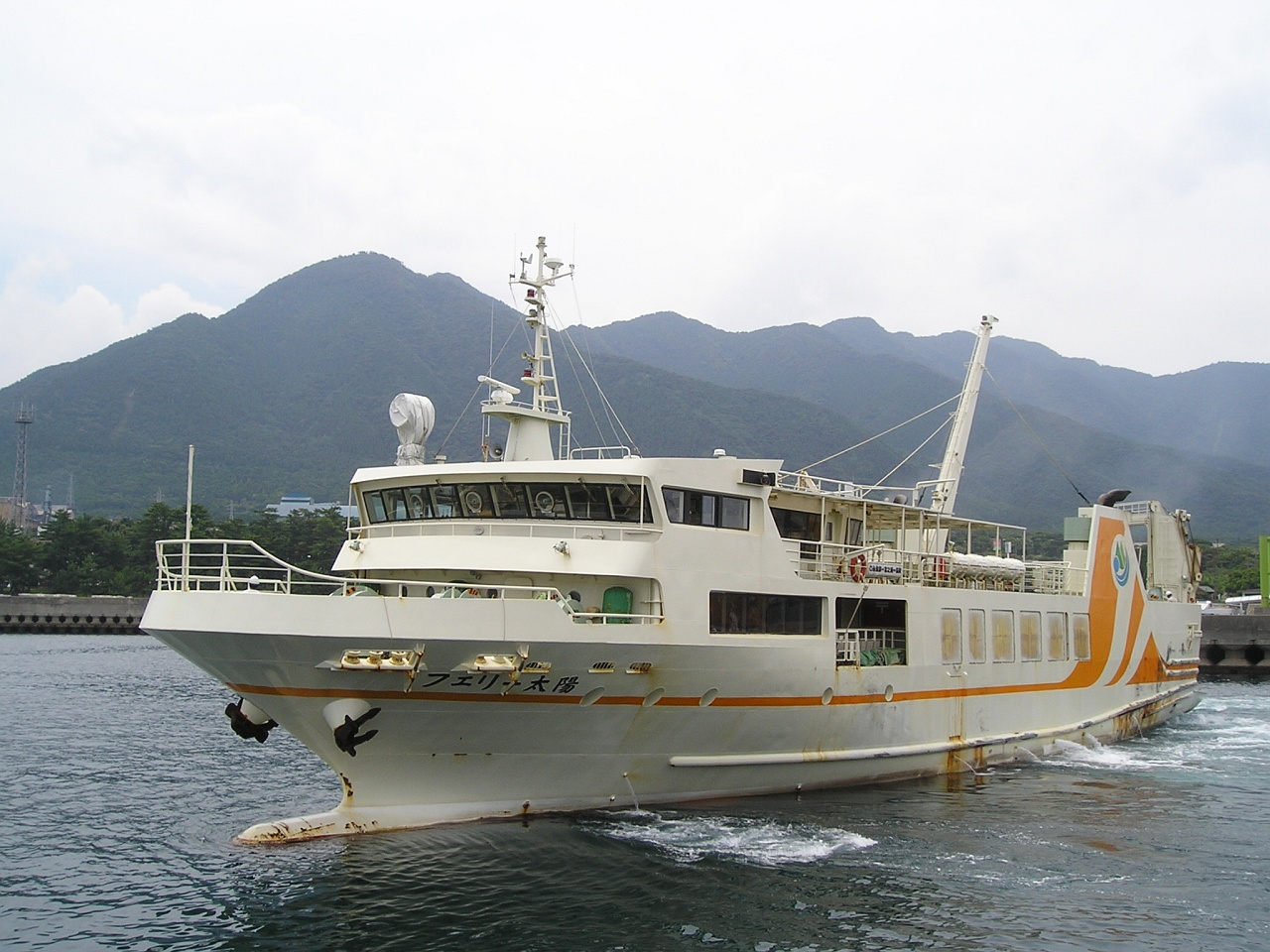
町営船「フェリー太陽」

### 路線バス
運行本数は、種子島・屋久島交通が比較的多く、朝から夕方にわたり運行している。一方、まつばんだ交通バスは各路線の運行本数が非常に少ない。※運行本数・運賃・所要時間等の詳細は、公式サイト・観光協会サイトなどを参照。

- 種子島・屋久島交通（いわさきグループ）
- まつばんだ交通

### 自動車
複数のレンタカー会社があり利用者も多いが、毎年のように交通事故が後を絶たない。西部林道と呼ばれる北西の道路は車同士がすれ違うのが困難な狭い道で、急カーブや急勾配が続くほか、雨の日には土砂崩れや数トンの落石などがあり通行止めとなることもある。なお、島内でのガソリン販売価格は、本土より数十円高くなっている。

### 鉄道
旅客営業用ではないが、現存する日本唯一の森林鉄道である安房森林軌道がある。軌道の一部に登山道との供用区間がある。ただし、屋久島電工が管理・運行する区間は全線立入禁止となっている。

## 温泉
- 尾之間温泉
- 屋久島温泉
- 平内海中温泉
- 湯泊温泉
- 大浦の湯｛元々温泉であったが、現在は湧き水を沸かした共同風呂の形態を取っている｝
- 楠川温泉
- ゆのこのゆ
- 縄文の宿まんてん 外来入浴

## 出身者
- AIRI、アイドル、ミュージシャン（CHERRSEE）
- 荒木耕治（第2代屋久島町長、旧上屋久町出身）
- 木谷隆行（ボッチャ選手）
- 髙橋大悟（サッカー選手）
- 塚田翔悟（サッカー選手）
- 寺田菜々海（テレビくまもとアナウンサー）
- 日高建男（漫画家第1回世界漫画愛読者大賞（2002年）入選）（旧屋久町安房出身）

## 屋久島が登場する作品

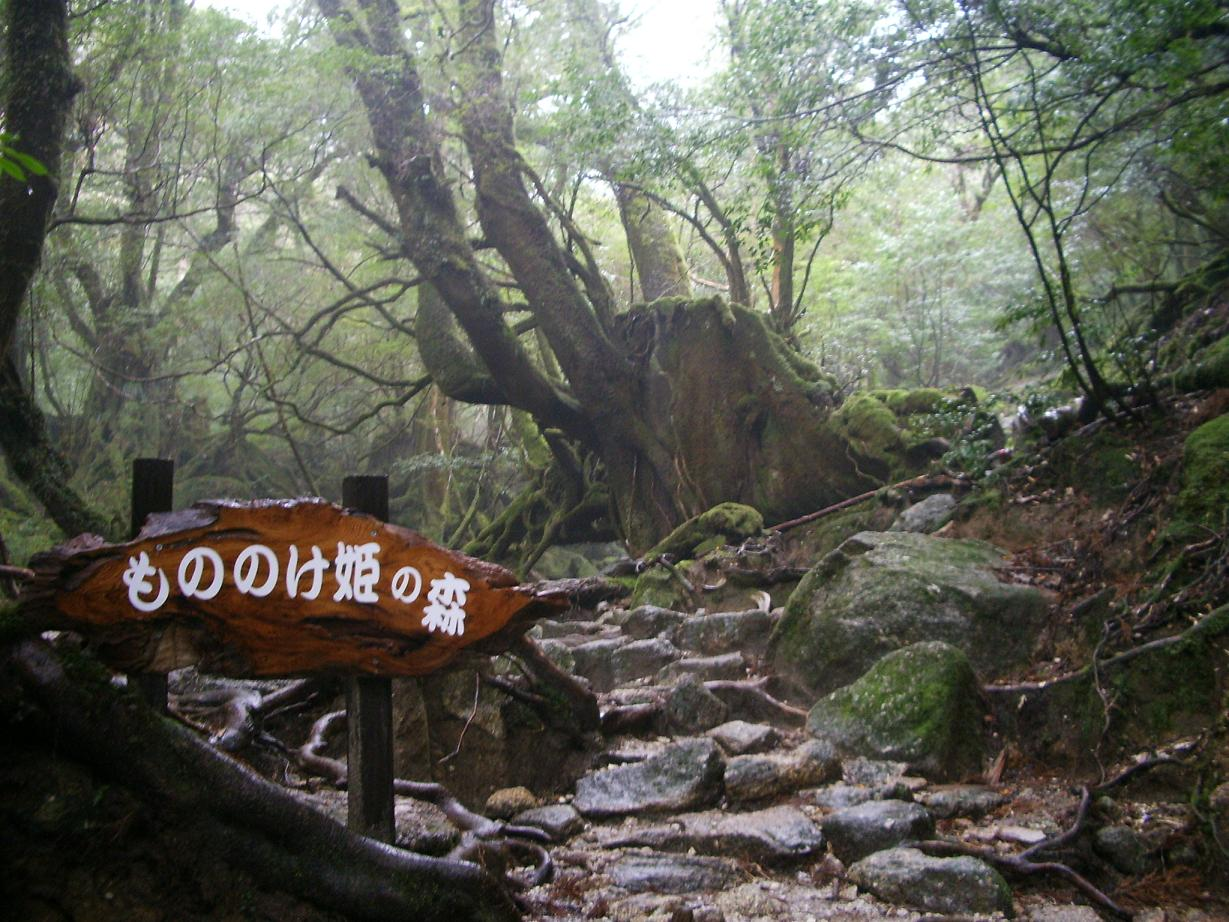
『もののけ姫』の舞台となった森。後に看板は撤去され、「もののけの森」と通称されている。

- 恩田陸『黒と茶の幻想』講談社（2001年）
- 林芙美子『浮雲』六興出版（1951年）、新潮文庫（2003年）
- 椋鳩十『片耳の大シカ』『チビザル兄弟』『ヤクザル大王』『海上アルプス』
- 連続テレビ小説『まんてん』 - 主人公・日高満天の出身地である舟田集落は吉田集落がモデルとなっている。
- 山田洋次監督の映画『学校』シリーズの一作『十五才 学校IV』 - 不登校の少年が東京からヒッチハイクで屋久島を目指す物語である。
- 『仮面ライダー響鬼』（2005年） - 1話と2話の撮影でロケ地として使われている。
- デイヴィッド・ミッチェル（高吉一郎・訳）『ナンバー9ドリーム』（原題: number9dream）新潮クレスト・ブックス（2007年）
- 屋久島の自然は、スタジオジブリ作品『もののけ姫』の舞台イメージのモデルの一つである。なお白谷雲水峡に立てられていた「もののけ姫の森」看板は、スタジオジブリが、協力金を徴収している林野庁に対して「営利目的での使用は認めていない」とコメントしたことにより、撤去された[114]。[出典無効]
- 『いのちの島』（TBS、2009年11月23日放送）
- 『満腹ボクサー徳川。』 - 屋久島町出身の漫画家日高建男原作のボクシング漫画。主人公の徳川貴作が屋久島出身という設定であり、島に里帰りするシーンが描かれている。
- 『鉄拳シリーズ』 - 主人公・風間仁は屋久島で生まれ育った設定であり度々言及される。『鉄拳8』ではステージの一つとして登場。
- 『半人前の恋人』 - 34話から37話まで屋久島の縄文杉登山が描かれた。
- 『びわっこ自転車旅行記 屋久島編』 - 大塚志郎作の漫画。竹書房、2020年、ISBN 978-4801968592[115]
- テレビアニメ『名探偵コナン』 - 第1153話、第1154話「屋久島の山姫」（2025年2月15日、2月22日）